# Avant-poste (échecs)
Cet article utilise la notation algébrique pour décrire des coups du jeu d'échecs.
|   | a | b | c | d | e | f | g | h |   |
| 8 | Pion noir sur case noire a7 · Pion noir sur case blanche b7 · Pion noir sur case blanche f7 · Pion noir sur case noire g7 · Pion noir sur case blanche h7 · Pion noir sur case blanche e6 · Pion blanc sur case noire d4 · Pion blanc sur case blanche a2 · Pion blanc sur case noire b2 · Pion blanc sur case noire f2 · Pion blanc sur case blanche g2 · Pion blanc sur case noire h2 | Pion noir sur case noire a7 · Pion noir sur case blanche b7 · Pion noir sur case blanche f7 · Pion noir sur case noire g7 · Pion noir sur case blanche h7 · Pion noir sur case blanche e6 · Pion blanc sur case noire d4 · Pion blanc sur case blanche a2 · Pion blanc sur case noire b2 · Pion blanc sur case noire f2 · Pion blanc sur case blanche g2 · Pion blanc sur case noire h2 | Pion noir sur case noire a7 · Pion noir sur case blanche b7 · Pion noir sur case blanche f7 · Pion noir sur case noire g7 · Pion noir sur case blanche h7 · Pion noir sur case blanche e6 · Pion blanc sur case noire d4 · Pion blanc sur case blanche a2 · Pion blanc sur case noire b2 · Pion blanc sur case noire f2 · Pion blanc sur case blanche g2 · Pion blanc sur case noire h2 | Pion noir sur case noire a7 · Pion noir sur case blanche b7 · Pion noir sur case blanche f7 · Pion noir sur case noire g7 · Pion noir sur case blanche h7 · Pion noir sur case blanche e6 · Pion blanc sur case noire d4 · Pion blanc sur case blanche a2 · Pion blanc sur case noire b2 · Pion blanc sur case noire f2 · Pion blanc sur case blanche g2 · Pion blanc sur case noire h2 | Pion noir sur case noire a7 · Pion noir sur case blanche b7 · Pion noir sur case blanche f7 · Pion noir sur case noire g7 · Pion noir sur case blanche h7 · Pion noir sur case blanche e6 · Pion blanc sur case noire d4 · Pion blanc sur case blanche a2 · Pion blanc sur case noire b2 · Pion blanc sur case noire f2 · Pion blanc sur case blanche g2 · Pion blanc sur case noire h2 | Pion noir sur case noire a7 · Pion noir sur case blanche b7 · Pion noir sur case blanche f7 · Pion noir sur case noire g7 · Pion noir sur case blanche h7 · Pion noir sur case blanche e6 · Pion blanc sur case noire d4 · Pion blanc sur case blanche a2 · Pion blanc sur case noire b2 · Pion blanc sur case noire f2 · Pion blanc sur case blanche g2 · Pion blanc sur case noire h2 | Pion noir sur case noire a7 · Pion noir sur case blanche b7 · Pion noir sur case blanche f7 · Pion noir sur case noire g7 · Pion noir sur case blanche h7 · Pion noir sur case blanche e6 · Pion blanc sur case noire d4 · Pion blanc sur case blanche a2 · Pion blanc sur case noire b2 · Pion blanc sur case noire f2 · Pion blanc sur case blanche g2 · Pion blanc sur case noire h2 | Pion noir sur case noire a7 · Pion noir sur case blanche b7 · Pion noir sur case blanche f7 · Pion noir sur case noire g7 · Pion noir sur case blanche h7 · Pion noir sur case blanche e6 · Pion blanc sur case noire d4 · Pion blanc sur case blanche a2 · Pion blanc sur case noire b2 · Pion blanc sur case noire f2 · Pion blanc sur case blanche g2 · Pion blanc sur case noire h2 | 8 |
| 7 | Pion noir sur case noire a7 · Pion noir sur case blanche b7 · Pion noir sur case blanche f7 · Pion noir sur case noire g7 · Pion noir sur case blanche h7 · Pion noir sur case blanche e6 · Pion blanc sur case noire d4 · Pion blanc sur case blanche a2 · Pion blanc sur case noire b2 · Pion blanc sur case noire f2 · Pion blanc sur case blanche g2 · Pion blanc sur case noire h2 | Pion noir sur case noire a7 · Pion noir sur case blanche b7 · Pion noir sur case blanche f7 · Pion noir sur case noire g7 · Pion noir sur case blanche h7 · Pion noir sur case blanche e6 · Pion blanc sur case noire d4 · Pion blanc sur case blanche a2 · Pion blanc sur case noire b2 · Pion blanc sur case noire f2 · Pion blanc sur case blanche g2 · Pion blanc sur case noire h2 | Pion noir sur case noire a7 · Pion noir sur case blanche b7 · Pion noir sur case blanche f7 · Pion noir sur case noire g7 · Pion noir sur case blanche h7 · Pion noir sur case blanche e6 · Pion blanc sur case noire d4 · Pion blanc sur case blanche a2 · Pion blanc sur case noire b2 · Pion blanc sur case noire f2 · Pion blanc sur case blanche g2 · Pion blanc sur case noire h2 | Pion noir sur case noire a7 · Pion noir sur case blanche b7 · Pion noir sur case blanche f7 · Pion noir sur case noire g7 · Pion noir sur case blanche h7 · Pion noir sur case blanche e6 · Pion blanc sur case noire d4 · Pion blanc sur case blanche a2 · Pion blanc sur case noire b2 · Pion blanc sur case noire f2 · Pion blanc sur case blanche g2 · Pion blanc sur case noire h2 | Pion noir sur case noire a7 · Pion noir sur case blanche b7 · Pion noir sur case blanche f7 · Pion noir sur case noire g7 · Pion noir sur case blanche h7 · Pion noir sur case blanche e6 · Pion blanc sur case noire d4 · Pion blanc sur case blanche a2 · Pion blanc sur case noire b2 · Pion blanc sur case noire f2 · Pion blanc sur case blanche g2 · Pion blanc sur case noire h2 | Pion noir sur case noire a7 · Pion noir sur case blanche b7 · Pion noir sur case blanche f7 · Pion noir sur case noire g7 · Pion noir sur case blanche h7 · Pion noir sur case blanche e6 · Pion blanc sur case noire d4 · Pion blanc sur case blanche a2 · Pion blanc sur case noire b2 · Pion blanc sur case noire f2 · Pion blanc sur case blanche g2 · Pion blanc sur case noire h2 | Pion noir sur case noire a7 · Pion noir sur case blanche b7 · Pion noir sur case blanche f7 · Pion noir sur case noire g7 · Pion noir sur case blanche h7 · Pion noir sur case blanche e6 · Pion blanc sur case noire d4 · Pion blanc sur case blanche a2 · Pion blanc sur case noire b2 · Pion blanc sur case noire f2 · Pion blanc sur case blanche g2 · Pion blanc sur case noire h2 | Pion noir sur case noire a7 · Pion noir sur case blanche b7 · Pion noir sur case blanche f7 · Pion noir sur case noire g7 · Pion noir sur case blanche h7 · Pion noir sur case blanche e6 · Pion blanc sur case noire d4 · Pion blanc sur case blanche a2 · Pion blanc sur case noire b2 · Pion blanc sur case noire f2 · Pion blanc sur case blanche g2 · Pion blanc sur case noire h2 | 7 |
| 6 | Pion noir sur case noire a7 · Pion noir sur case blanche b7 · Pion noir sur case blanche f7 · Pion noir sur case noire g7 · Pion noir sur case blanche h7 · Pion noir sur case blanche e6 · Pion blanc sur case noire d4 · Pion blanc sur case blanche a2 · Pion blanc sur case noire b2 · Pion blanc sur case noire f2 · Pion blanc sur case blanche g2 · Pion blanc sur case noire h2 | Pion noir sur case noire a7 · Pion noir sur case blanche b7 · Pion noir sur case blanche f7 · Pion noir sur case noire g7 · Pion noir sur case blanche h7 · Pion noir sur case blanche e6 · Pion blanc sur case noire d4 · Pion blanc sur case blanche a2 · Pion blanc sur case noire b2 · Pion blanc sur case noire f2 · Pion blanc sur case blanche g2 · Pion blanc sur case noire h2 | Pion noir sur case noire a7 · Pion noir sur case blanche b7 · Pion noir sur case blanche f7 · Pion noir sur case noire g7 · Pion noir sur case blanche h7 · Pion noir sur case blanche e6 · Pion blanc sur case noire d4 · Pion blanc sur case blanche a2 · Pion blanc sur case noire b2 · Pion blanc sur case noire f2 · Pion blanc sur case blanche g2 · Pion blanc sur case noire h2 | Pion noir sur case noire a7 · Pion noir sur case blanche b7 · Pion noir sur case blanche f7 · Pion noir sur case noire g7 · Pion noir sur case blanche h7 · Pion noir sur case blanche e6 · Pion blanc sur case noire d4 · Pion blanc sur case blanche a2 · Pion blanc sur case noire b2 · Pion blanc sur case noire f2 · Pion blanc sur case blanche g2 · Pion blanc sur case noire h2 | Pion noir sur case noire a7 · Pion noir sur case blanche b7 · Pion noir sur case blanche f7 · Pion noir sur case noire g7 · Pion noir sur case blanche h7 · Pion noir sur case blanche e6 · Pion blanc sur case noire d4 · Pion blanc sur case blanche a2 · Pion blanc sur case noire b2 · Pion blanc sur case noire f2 · Pion blanc sur case blanche g2 · Pion blanc sur case noire h2 | Pion noir sur case noire a7 · Pion noir sur case blanche b7 · Pion noir sur case blanche f7 · Pion noir sur case noire g7 · Pion noir sur case blanche h7 · Pion noir sur case blanche e6 · Pion blanc sur case noire d4 · Pion blanc sur case blanche a2 · Pion blanc sur case noire b2 · Pion blanc sur case noire f2 · Pion blanc sur case blanche g2 · Pion blanc sur case noire h2 | Pion noir sur case noire a7 · Pion noir sur case blanche b7 · Pion noir sur case blanche f7 · Pion noir sur case noire g7 · Pion noir sur case blanche h7 · Pion noir sur case blanche e6 · Pion blanc sur case noire d4 · Pion blanc sur case blanche a2 · Pion blanc sur case noire b2 · Pion blanc sur case noire f2 · Pion blanc sur case blanche g2 · Pion blanc sur case noire h2 | Pion noir sur case noire a7 · Pion noir sur case blanche b7 · Pion noir sur case blanche f7 · Pion noir sur case noire g7 · Pion noir sur case blanche h7 · Pion noir sur case blanche e6 · Pion blanc sur case noire d4 · Pion blanc sur case blanche a2 · Pion blanc sur case noire b2 · Pion blanc sur case noire f2 · Pion blanc sur case blanche g2 · Pion blanc sur case noire h2 | 6 |
| 5 | Pion noir sur case noire a7 · Pion noir sur case blanche b7 · Pion noir sur case blanche f7 · Pion noir sur case noire g7 · Pion noir sur case blanche h7 · Pion noir sur case blanche e6 · Pion blanc sur case noire d4 · Pion blanc sur case blanche a2 · Pion blanc sur case noire b2 · Pion blanc sur case noire f2 · Pion blanc sur case blanche g2 · Pion blanc sur case noire h2 | Pion noir sur case noire a7 · Pion noir sur case blanche b7 · Pion noir sur case blanche f7 · Pion noir sur case noire g7 · Pion noir sur case blanche h7 · Pion noir sur case blanche e6 · Pion blanc sur case noire d4 · Pion blanc sur case blanche a2 · Pion blanc sur case noire b2 · Pion blanc sur case noire f2 · Pion blanc sur case blanche g2 · Pion blanc sur case noire h2 | Pion noir sur case noire a7 · Pion noir sur case blanche b7 · Pion noir sur case blanche f7 · Pion noir sur case noire g7 · Pion noir sur case blanche h7 · Pion noir sur case blanche e6 · Pion blanc sur case noire d4 · Pion blanc sur case blanche a2 · Pion blanc sur case noire b2 · Pion blanc sur case noire f2 · Pion blanc sur case blanche g2 · Pion blanc sur case noire h2 | Pion noir sur case noire a7 · Pion noir sur case blanche b7 · Pion noir sur case blanche f7 · Pion noir sur case noire g7 · Pion noir sur case blanche h7 · Pion noir sur case blanche e6 · Pion blanc sur case noire d4 · Pion blanc sur case blanche a2 · Pion blanc sur case noire b2 · Pion blanc sur case noire f2 · Pion blanc sur case blanche g2 · Pion blanc sur case noire h2 | Pion noir sur case noire a7 · Pion noir sur case blanche b7 · Pion noir sur case blanche f7 · Pion noir sur case noire g7 · Pion noir sur case blanche h7 · Pion noir sur case blanche e6 · Pion blanc sur case noire d4 · Pion blanc sur case blanche a2 · Pion blanc sur case noire b2 · Pion blanc sur case noire f2 · Pion blanc sur case blanche g2 · Pion blanc sur case noire h2 | Pion noir sur case noire a7 · Pion noir sur case blanche b7 · Pion noir sur case blanche f7 · Pion noir sur case noire g7 · Pion noir sur case blanche h7 · Pion noir sur case blanche e6 · Pion blanc sur case noire d4 · Pion blanc sur case blanche a2 · Pion blanc sur case noire b2 · Pion blanc sur case noire f2 · Pion blanc sur case blanche g2 · Pion blanc sur case noire h2 | Pion noir sur case noire a7 · Pion noir sur case blanche b7 · Pion noir sur case blanche f7 · Pion noir sur case noire g7 · Pion noir sur case blanche h7 · Pion noir sur case blanche e6 · Pion blanc sur case noire d4 · Pion blanc sur case blanche a2 · Pion blanc sur case noire b2 · Pion blanc sur case noire f2 · Pion blanc sur case blanche g2 · Pion blanc sur case noire h2 | Pion noir sur case noire a7 · Pion noir sur case blanche b7 · Pion noir sur case blanche f7 · Pion noir sur case noire g7 · Pion noir sur case blanche h7 · Pion noir sur case blanche e6 · Pion blanc sur case noire d4 · Pion blanc sur case blanche a2 · Pion blanc sur case noire b2 · Pion blanc sur case noire f2 · Pion blanc sur case blanche g2 · Pion blanc sur case noire h2 | 5 |
| 4 | Pion noir sur case noire a7 · Pion noir sur case blanche b7 · Pion noir sur case blanche f7 · Pion noir sur case noire g7 · Pion noir sur case blanche h7 · Pion noir sur case blanche e6 · Pion blanc sur case noire d4 · Pion blanc sur case blanche a2 · Pion blanc sur case noire b2 · Pion blanc sur case noire f2 · Pion blanc sur case blanche g2 · Pion blanc sur case noire h2 | Pion noir sur case noire a7 · Pion noir sur case blanche b7 · Pion noir sur case blanche f7 · Pion noir sur case noire g7 · Pion noir sur case blanche h7 · Pion noir sur case blanche e6 · Pion blanc sur case noire d4 · Pion blanc sur case blanche a2 · Pion blanc sur case noire b2 · Pion blanc sur case noire f2 · Pion blanc sur case blanche g2 · Pion blanc sur case noire h2 | Pion noir sur case noire a7 · Pion noir sur case blanche b7 · Pion noir sur case blanche f7 · Pion noir sur case noire g7 · Pion noir sur case blanche h7 · Pion noir sur case blanche e6 · Pion blanc sur case noire d4 · Pion blanc sur case blanche a2 · Pion blanc sur case noire b2 · Pion blanc sur case noire f2 · Pion blanc sur case blanche g2 · Pion blanc sur case noire h2 | Pion noir sur case noire a7 · Pion noir sur case blanche b7 · Pion noir sur case blanche f7 · Pion noir sur case noire g7 · Pion noir sur case blanche h7 · Pion noir sur case blanche e6 · Pion blanc sur case noire d4 · Pion blanc sur case blanche a2 · Pion blanc sur case noire b2 · Pion blanc sur case noire f2 · Pion blanc sur case blanche g2 · Pion blanc sur case noire h2 | Pion noir sur case noire a7 · Pion noir sur case blanche b7 · Pion noir sur case blanche f7 · Pion noir sur case noire g7 · Pion noir sur case blanche h7 · Pion noir sur case blanche e6 · Pion blanc sur case noire d4 · Pion blanc sur case blanche a2 · Pion blanc sur case noire b2 · Pion blanc sur case noire f2 · Pion blanc sur case blanche g2 · Pion blanc sur case noire h2 | Pion noir sur case noire a7 · Pion noir sur case blanche b7 · Pion noir sur case blanche f7 · Pion noir sur case noire g7 · Pion noir sur case blanche h7 · Pion noir sur case blanche e6 · Pion blanc sur case noire d4 · Pion blanc sur case blanche a2 · Pion blanc sur case noire b2 · Pion blanc sur case noire f2 · Pion blanc sur case blanche g2 · Pion blanc sur case noire h2 | Pion noir sur case noire a7 · Pion noir sur case blanche b7 · Pion noir sur case blanche f7 · Pion noir sur case noire g7 · Pion noir sur case blanche h7 · Pion noir sur case blanche e6 · Pion blanc sur case noire d4 · Pion blanc sur case blanche a2 · Pion blanc sur case noire b2 · Pion blanc sur case noire f2 · Pion blanc sur case blanche g2 · Pion blanc sur case noire h2 | Pion noir sur case noire a7 · Pion noir sur case blanche b7 · Pion noir sur case blanche f7 · Pion noir sur case noire g7 · Pion noir sur case blanche h7 · Pion noir sur case blanche e6 · Pion blanc sur case noire d4 · Pion blanc sur case blanche a2 · Pion blanc sur case noire b2 · Pion blanc sur case noire f2 · Pion blanc sur case blanche g2 · Pion blanc sur case noire h2 | 4 |
| 3 | Pion noir sur case noire a7 · Pion noir sur case blanche b7 · Pion noir sur case blanche f7 · Pion noir sur case noire g7 · Pion noir sur case blanche h7 · Pion noir sur case blanche e6 · Pion blanc sur case noire d4 · Pion blanc sur case blanche a2 · Pion blanc sur case noire b2 · Pion blanc sur case noire f2 · Pion blanc sur case blanche g2 · Pion blanc sur case noire h2 | Pion noir sur case noire a7 · Pion noir sur case blanche b7 · Pion noir sur case blanche f7 · Pion noir sur case noire g7 · Pion noir sur case blanche h7 · Pion noir sur case blanche e6 · Pion blanc sur case noire d4 · Pion blanc sur case blanche a2 · Pion blanc sur case noire b2 · Pion blanc sur case noire f2 · Pion blanc sur case blanche g2 · Pion blanc sur case noire h2 | Pion noir sur case noire a7 · Pion noir sur case blanche b7 · Pion noir sur case blanche f7 · Pion noir sur case noire g7 · Pion noir sur case blanche h7 · Pion noir sur case blanche e6 · Pion blanc sur case noire d4 · Pion blanc sur case blanche a2 · Pion blanc sur case noire b2 · Pion blanc sur case noire f2 · Pion blanc sur case blanche g2 · Pion blanc sur case noire h2 | Pion noir sur case noire a7 · Pion noir sur case blanche b7 · Pion noir sur case blanche f7 · Pion noir sur case noire g7 · Pion noir sur case blanche h7 · Pion noir sur case blanche e6 · Pion blanc sur case noire d4 · Pion blanc sur case blanche a2 · Pion blanc sur case noire b2 · Pion blanc sur case noire f2 · Pion blanc sur case blanche g2 · Pion blanc sur case noire h2 | Pion noir sur case noire a7 · Pion noir sur case blanche b7 · Pion noir sur case blanche f7 · Pion noir sur case noire g7 · Pion noir sur case blanche h7 · Pion noir sur case blanche e6 · Pion blanc sur case noire d4 · Pion blanc sur case blanche a2 · Pion blanc sur case noire b2 · Pion blanc sur case noire f2 · Pion blanc sur case blanche g2 · Pion blanc sur case noire h2 | Pion noir sur case noire a7 · Pion noir sur case blanche b7 · Pion noir sur case blanche f7 · Pion noir sur case noire g7 · Pion noir sur case blanche h7 · Pion noir sur case blanche e6 · Pion blanc sur case noire d4 · Pion blanc sur case blanche a2 · Pion blanc sur case noire b2 · Pion blanc sur case noire f2 · Pion blanc sur case blanche g2 · Pion blanc sur case noire h2 | Pion noir sur case noire a7 · Pion noir sur case blanche b7 · Pion noir sur case blanche f7 · Pion noir sur case noire g7 · Pion noir sur case blanche h7 · Pion noir sur case blanche e6 · Pion blanc sur case noire d4 · Pion blanc sur case blanche a2 · Pion blanc sur case noire b2 · Pion blanc sur case noire f2 · Pion blanc sur case blanche g2 · Pion blanc sur case noire h2 | Pion noir sur case noire a7 · Pion noir sur case blanche b7 · Pion noir sur case blanche f7 · Pion noir sur case noire g7 · Pion noir sur case blanche h7 · Pion noir sur case blanche e6 · Pion blanc sur case noire d4 · Pion blanc sur case blanche a2 · Pion blanc sur case noire b2 · Pion blanc sur case noire f2 · Pion blanc sur case blanche g2 · Pion blanc sur case noire h2 | 3 |
| 2 | Pion noir sur case noire a7 · Pion noir sur case blanche b7 · Pion noir sur case blanche f7 · Pion noir sur case noire g7 · Pion noir sur case blanche h7 · Pion noir sur case blanche e6 · Pion blanc sur case noire d4 · Pion blanc sur case blanche a2 · Pion blanc sur case noire b2 · Pion blanc sur case noire f2 · Pion blanc sur case blanche g2 · Pion blanc sur case noire h2 | Pion noir sur case noire a7 · Pion noir sur case blanche b7 · Pion noir sur case blanche f7 · Pion noir sur case noire g7 · Pion noir sur case blanche h7 · Pion noir sur case blanche e6 · Pion blanc sur case noire d4 · Pion blanc sur case blanche a2 · Pion blanc sur case noire b2 · Pion blanc sur case noire f2 · Pion blanc sur case blanche g2 · Pion blanc sur case noire h2 | Pion noir sur case noire a7 · Pion noir sur case blanche b7 · Pion noir sur case blanche f7 · Pion noir sur case noire g7 · Pion noir sur case blanche h7 · Pion noir sur case blanche e6 · Pion blanc sur case noire d4 · Pion blanc sur case blanche a2 · Pion blanc sur case noire b2 · Pion blanc sur case noire f2 · Pion blanc sur case blanche g2 · Pion blanc sur case noire h2 | Pion noir sur case noire a7 · Pion noir sur case blanche b7 · Pion noir sur case blanche f7 · Pion noir sur case noire g7 · Pion noir sur case blanche h7 · Pion noir sur case blanche e6 · Pion blanc sur case noire d4 · Pion blanc sur case blanche a2 · Pion blanc sur case noire b2 · Pion blanc sur case noire f2 · Pion blanc sur case blanche g2 · Pion blanc sur case noire h2 | Pion noir sur case noire a7 · Pion noir sur case blanche b7 · Pion noir sur case blanche f7 · Pion noir sur case noire g7 · Pion noir sur case blanche h7 · Pion noir sur case blanche e6 · Pion blanc sur case noire d4 · Pion blanc sur case blanche a2 · Pion blanc sur case noire b2 · Pion blanc sur case noire f2 · Pion blanc sur case blanche g2 · Pion blanc sur case noire h2 | Pion noir sur case noire a7 · Pion noir sur case blanche b7 · Pion noir sur case blanche f7 · Pion noir sur case noire g7 · Pion noir sur case blanche h7 · Pion noir sur case blanche e6 · Pion blanc sur case noire d4 · Pion blanc sur case blanche a2 · Pion blanc sur case noire b2 · Pion blanc sur case noire f2 · Pion blanc sur case blanche g2 · Pion blanc sur case noire h2 | Pion noir sur case noire a7 · Pion noir sur case blanche b7 · Pion noir sur case blanche f7 · Pion noir sur case noire g7 · Pion noir sur case blanche h7 · Pion noir sur case blanche e6 · Pion blanc sur case noire d4 · Pion blanc sur case blanche a2 · Pion blanc sur case noire b2 · Pion blanc sur case noire f2 · Pion blanc sur case blanche g2 · Pion blanc sur case noire h2 | Pion noir sur case noire a7 · Pion noir sur case blanche b7 · Pion noir sur case blanche f7 · Pion noir sur case noire g7 · Pion noir sur case blanche h7 · Pion noir sur case blanche e6 · Pion blanc sur case noire d4 · Pion blanc sur case blanche a2 · Pion blanc sur case noire b2 · Pion blanc sur case noire f2 · Pion blanc sur case blanche g2 · Pion blanc sur case noire h2 | 2 |
| 1 | Pion noir sur case noire a7 · Pion noir sur case blanche b7 · Pion noir sur case blanche f7 · Pion noir sur case noire g7 · Pion noir sur case blanche h7 · Pion noir sur case blanche e6 · Pion blanc sur case noire d4 · Pion blanc sur case blanche a2 · Pion blanc sur case noire b2 · Pion blanc sur case noire f2 · Pion blanc sur case blanche g2 · Pion blanc sur case noire h2 | Pion noir sur case noire a7 · Pion noir sur case blanche b7 · Pion noir sur case blanche f7 · Pion noir sur case noire g7 · Pion noir sur case blanche h7 · Pion noir sur case blanche e6 · Pion blanc sur case noire d4 · Pion blanc sur case blanche a2 · Pion blanc sur case noire b2 · Pion blanc sur case noire f2 · Pion blanc sur case blanche g2 · Pion blanc sur case noire h2 | Pion noir sur case noire a7 · Pion noir sur case blanche b7 · Pion noir sur case blanche f7 · Pion noir sur case noire g7 · Pion noir sur case blanche h7 · Pion noir sur case blanche e6 · Pion blanc sur case noire d4 · Pion blanc sur case blanche a2 · Pion blanc sur case noire b2 · Pion blanc sur case noire f2 · Pion blanc sur case blanche g2 · Pion blanc sur case noire h2 | Pion noir sur case noire a7 · Pion noir sur case blanche b7 · Pion noir sur case blanche f7 · Pion noir sur case noire g7 · Pion noir sur case blanche h7 · Pion noir sur case blanche e6 · Pion blanc sur case noire d4 · Pion blanc sur case blanche a2 · Pion blanc sur case noire b2 · Pion blanc sur case noire f2 · Pion blanc sur case blanche g2 · Pion blanc sur case noire h2 | Pion noir sur case noire a7 · Pion noir sur case blanche b7 · Pion noir sur case blanche f7 · Pion noir sur case noire g7 · Pion noir sur case blanche h7 · Pion noir sur case blanche e6 · Pion blanc sur case noire d4 · Pion blanc sur case blanche a2 · Pion blanc sur case noire b2 · Pion blanc sur case noire f2 · Pion blanc sur case blanche g2 · Pion blanc sur case noire h2 | Pion noir sur case noire a7 · Pion noir sur case blanche b7 · Pion noir sur case blanche f7 · Pion noir sur case noire g7 · Pion noir sur case blanche h7 · Pion noir sur case blanche e6 · Pion blanc sur case noire d4 · Pion blanc sur case blanche a2 · Pion blanc sur case noire b2 · Pion blanc sur case noire f2 · Pion blanc sur case blanche g2 · Pion blanc sur case noire h2 | Pion noir sur case noire a7 · Pion noir sur case blanche b7 · Pion noir sur case blanche f7 · Pion noir sur case noire g7 · Pion noir sur case blanche h7 · Pion noir sur case blanche e6 · Pion blanc sur case noire d4 · Pion blanc sur case blanche a2 · Pion blanc sur case noire b2 · Pion blanc sur case noire f2 · Pion blanc sur case blanche g2 · Pion blanc sur case noire h2 | Pion noir sur case noire a7 · Pion noir sur case blanche b7 · Pion noir sur case blanche f7 · Pion noir sur case noire g7 · Pion noir sur case blanche h7 · Pion noir sur case blanche e6 · Pion blanc sur case noire d4 · Pion blanc sur case blanche a2 · Pion blanc sur case noire b2 · Pion blanc sur case noire f2 · Pion blanc sur case blanche g2 · Pion blanc sur case noire h2 | 1 |
|   | a | b | c | d | e | f | g | h |   |

Aux échecs, un avant-poste est une case importante bien défendue située dans le camp adverse, sur laquelle on peut placer une pièce qui ne peut être délogée (c'est-à-dire chassée ou échangée) par l'adversaire que difficilement, ou pas du tout. Par extension, le terme désigne aussi une pièce bien défendue située dans le camp et sur une case faible adverse.
La connaissance des avant-postes et de leur efficacité est cruciale pour exploiter les situations impliquant un pion dame isolé, comme dans la structure de pions ci-contre. Sur la figure de droite, d5 est un avant-poste pouvant être occupé par un cavalier noir. Il est inattaquable par les pions blancs : il n'y a pas de pion blanc sur les colonnes c et e.

## Cas particulier
Nimzowitsch traite de l'avant-poste dans le chapitre sur les colonnes ouvertes. Il appelle éclaireur « une pièce protégée par un pion et située sur une colonne ouverte dans l'espace adverse. C'est d'habitude un cavalier ». L'éclaireur se situe sur un avant-poste.

## Pièce occupante
Les cavaliers sont plus efficaces lorsqu'ils sont proches du camp adverse. Ceci s'explique par leur faible portée, contrairement aux fous, aux tours et aux dames. Ils sont également plus efficaces au centre de l'échiquier que sur les bords. Par conséquent, l'idéal avec un cavalier est de viser un avant-poste sur l'une des colonnes centrales (c, d, e ou f), en position avancée (par exemple, la sixième rangée). Siegbert Tarrasch a noté qu'un cavalier protégé par un pion, occupant une case centrale du camp adverse, vaut bien par sa force une tour.
D'un autre côté, Aaron Nimzowitsch soutenait que lorsque l'avant-poste se trouve sur l'une des colonnes de flanc (a, b, g et h), la pièce idéale pour l'utiliser est une tour. En effet, la tour peut exercer une pression sur toutes les cases de la rangée.

## Partie d'exemple
Dans la 21e partie qui opposa José Raúl Capablanca avec les Blancs à Alexandre Alekhine lors du match de Championnat du monde de 1927 à Buenos Aires, on trouve un exemple célèbre de cavalier sur un avant-poste. Selon Alekhine, cette partie est l’une des plus intéressantes de ce match légendaire. Elle illustre bien la préparation et la complexité tactique du jeu du challengeur.
|   | a | b | c | d | e | f | g | h |   |
| 8 | Dame noire sur case blanche c8 · Tour noire sur case noire f8 · Roi noir sur case blanche g8 · Fou noir sur case blanche b7 · Fou noir sur case noire e7 · Pion noir sur case blanche f7 · Pion noir sur case noire g7 · Pion noir sur case blanche a6 · Pion noir sur case blanche e6 · Pion noir sur case noire h6 · Pion noir sur case blanche b5 · Cavalier noir sur case blanche d5 · Pion blanc sur case noire b4 · Cavalier noir sur case blanche c4 · Cavalier blanc sur case noire d4 · Cavalier blanc sur case blanche e4 · Pion blanc sur case noire a3 · Dame blanche sur case blanche b3 · Pion blanc sur case noire e3 · Fou blanc sur case blanche f3 · Fou blanc sur case noire g3 · Pion blanc sur case noire f2 · Pion blanc sur case blanche g2 · Pion blanc sur case noire h2 · Tour blanche sur case blanche f1 · Roi blanc sur case noire g1 | Dame noire sur case blanche c8 · Tour noire sur case noire f8 · Roi noir sur case blanche g8 · Fou noir sur case blanche b7 · Fou noir sur case noire e7 · Pion noir sur case blanche f7 · Pion noir sur case noire g7 · Pion noir sur case blanche a6 · Pion noir sur case blanche e6 · Pion noir sur case noire h6 · Pion noir sur case blanche b5 · Cavalier noir sur case blanche d5 · Pion blanc sur case noire b4 · Cavalier noir sur case blanche c4 · Cavalier blanc sur case noire d4 · Cavalier blanc sur case blanche e4 · Pion blanc sur case noire a3 · Dame blanche sur case blanche b3 · Pion blanc sur case noire e3 · Fou blanc sur case blanche f3 · Fou blanc sur case noire g3 · Pion blanc sur case noire f2 · Pion blanc sur case blanche g2 · Pion blanc sur case noire h2 · Tour blanche sur case blanche f1 · Roi blanc sur case noire g1 | Dame noire sur case blanche c8 · Tour noire sur case noire f8 · Roi noir sur case blanche g8 · Fou noir sur case blanche b7 · Fou noir sur case noire e7 · Pion noir sur case blanche f7 · Pion noir sur case noire g7 · Pion noir sur case blanche a6 · Pion noir sur case blanche e6 · Pion noir sur case noire h6 · Pion noir sur case blanche b5 · Cavalier noir sur case blanche d5 · Pion blanc sur case noire b4 · Cavalier noir sur case blanche c4 · Cavalier blanc sur case noire d4 · Cavalier blanc sur case blanche e4 · Pion blanc sur case noire a3 · Dame blanche sur case blanche b3 · Pion blanc sur case noire e3 · Fou blanc sur case blanche f3 · Fou blanc sur case noire g3 · Pion blanc sur case noire f2 · Pion blanc sur case blanche g2 · Pion blanc sur case noire h2 · Tour blanche sur case blanche f1 · Roi blanc sur case noire g1 | Dame noire sur case blanche c8 · Tour noire sur case noire f8 · Roi noir sur case blanche g8 · Fou noir sur case blanche b7 · Fou noir sur case noire e7 · Pion noir sur case blanche f7 · Pion noir sur case noire g7 · Pion noir sur case blanche a6 · Pion noir sur case blanche e6 · Pion noir sur case noire h6 · Pion noir sur case blanche b5 · Cavalier noir sur case blanche d5 · Pion blanc sur case noire b4 · Cavalier noir sur case blanche c4 · Cavalier blanc sur case noire d4 · Cavalier blanc sur case blanche e4 · Pion blanc sur case noire a3 · Dame blanche sur case blanche b3 · Pion blanc sur case noire e3 · Fou blanc sur case blanche f3 · Fou blanc sur case noire g3 · Pion blanc sur case noire f2 · Pion blanc sur case blanche g2 · Pion blanc sur case noire h2 · Tour blanche sur case blanche f1 · Roi blanc sur case noire g1 | Dame noire sur case blanche c8 · Tour noire sur case noire f8 · Roi noir sur case blanche g8 · Fou noir sur case blanche b7 · Fou noir sur case noire e7 · Pion noir sur case blanche f7 · Pion noir sur case noire g7 · Pion noir sur case blanche a6 · Pion noir sur case blanche e6 · Pion noir sur case noire h6 · Pion noir sur case blanche b5 · Cavalier noir sur case blanche d5 · Pion blanc sur case noire b4 · Cavalier noir sur case blanche c4 · Cavalier blanc sur case noire d4 · Cavalier blanc sur case blanche e4 · Pion blanc sur case noire a3 · Dame blanche sur case blanche b3 · Pion blanc sur case noire e3 · Fou blanc sur case blanche f3 · Fou blanc sur case noire g3 · Pion blanc sur case noire f2 · Pion blanc sur case blanche g2 · Pion blanc sur case noire h2 · Tour blanche sur case blanche f1 · Roi blanc sur case noire g1 | Dame noire sur case blanche c8 · Tour noire sur case noire f8 · Roi noir sur case blanche g8 · Fou noir sur case blanche b7 · Fou noir sur case noire e7 · Pion noir sur case blanche f7 · Pion noir sur case noire g7 · Pion noir sur case blanche a6 · Pion noir sur case blanche e6 · Pion noir sur case noire h6 · Pion noir sur case blanche b5 · Cavalier noir sur case blanche d5 · Pion blanc sur case noire b4 · Cavalier noir sur case blanche c4 · Cavalier blanc sur case noire d4 · Cavalier blanc sur case blanche e4 · Pion blanc sur case noire a3 · Dame blanche sur case blanche b3 · Pion blanc sur case noire e3 · Fou blanc sur case blanche f3 · Fou blanc sur case noire g3 · Pion blanc sur case noire f2 · Pion blanc sur case blanche g2 · Pion blanc sur case noire h2 · Tour blanche sur case blanche f1 · Roi blanc sur case noire g1 | Dame noire sur case blanche c8 · Tour noire sur case noire f8 · Roi noir sur case blanche g8 · Fou noir sur case blanche b7 · Fou noir sur case noire e7 · Pion noir sur case blanche f7 · Pion noir sur case noire g7 · Pion noir sur case blanche a6 · Pion noir sur case blanche e6 · Pion noir sur case noire h6 · Pion noir sur case blanche b5 · Cavalier noir sur case blanche d5 · Pion blanc sur case noire b4 · Cavalier noir sur case blanche c4 · Cavalier blanc sur case noire d4 · Cavalier blanc sur case blanche e4 · Pion blanc sur case noire a3 · Dame blanche sur case blanche b3 · Pion blanc sur case noire e3 · Fou blanc sur case blanche f3 · Fou blanc sur case noire g3 · Pion blanc sur case noire f2 · Pion blanc sur case blanche g2 · Pion blanc sur case noire h2 · Tour blanche sur case blanche f1 · Roi blanc sur case noire g1 | Dame noire sur case blanche c8 · Tour noire sur case noire f8 · Roi noir sur case blanche g8 · Fou noir sur case blanche b7 · Fou noir sur case noire e7 · Pion noir sur case blanche f7 · Pion noir sur case noire g7 · Pion noir sur case blanche a6 · Pion noir sur case blanche e6 · Pion noir sur case noire h6 · Pion noir sur case blanche b5 · Cavalier noir sur case blanche d5 · Pion blanc sur case noire b4 · Cavalier noir sur case blanche c4 · Cavalier blanc sur case noire d4 · Cavalier blanc sur case blanche e4 · Pion blanc sur case noire a3 · Dame blanche sur case blanche b3 · Pion blanc sur case noire e3 · Fou blanc sur case blanche f3 · Fou blanc sur case noire g3 · Pion blanc sur case noire f2 · Pion blanc sur case blanche g2 · Pion blanc sur case noire h2 · Tour blanche sur case blanche f1 · Roi blanc sur case noire g1 | 8 |
| 7 | Dame noire sur case blanche c8 · Tour noire sur case noire f8 · Roi noir sur case blanche g8 · Fou noir sur case blanche b7 · Fou noir sur case noire e7 · Pion noir sur case blanche f7 · Pion noir sur case noire g7 · Pion noir sur case blanche a6 · Pion noir sur case blanche e6 · Pion noir sur case noire h6 · Pion noir sur case blanche b5 · Cavalier noir sur case blanche d5 · Pion blanc sur case noire b4 · Cavalier noir sur case blanche c4 · Cavalier blanc sur case noire d4 · Cavalier blanc sur case blanche e4 · Pion blanc sur case noire a3 · Dame blanche sur case blanche b3 · Pion blanc sur case noire e3 · Fou blanc sur case blanche f3 · Fou blanc sur case noire g3 · Pion blanc sur case noire f2 · Pion blanc sur case blanche g2 · Pion blanc sur case noire h2 · Tour blanche sur case blanche f1 · Roi blanc sur case noire g1 | Dame noire sur case blanche c8 · Tour noire sur case noire f8 · Roi noir sur case blanche g8 · Fou noir sur case blanche b7 · Fou noir sur case noire e7 · Pion noir sur case blanche f7 · Pion noir sur case noire g7 · Pion noir sur case blanche a6 · Pion noir sur case blanche e6 · Pion noir sur case noire h6 · Pion noir sur case blanche b5 · Cavalier noir sur case blanche d5 · Pion blanc sur case noire b4 · Cavalier noir sur case blanche c4 · Cavalier blanc sur case noire d4 · Cavalier blanc sur case blanche e4 · Pion blanc sur case noire a3 · Dame blanche sur case blanche b3 · Pion blanc sur case noire e3 · Fou blanc sur case blanche f3 · Fou blanc sur case noire g3 · Pion blanc sur case noire f2 · Pion blanc sur case blanche g2 · Pion blanc sur case noire h2 · Tour blanche sur case blanche f1 · Roi blanc sur case noire g1 | Dame noire sur case blanche c8 · Tour noire sur case noire f8 · Roi noir sur case blanche g8 · Fou noir sur case blanche b7 · Fou noir sur case noire e7 · Pion noir sur case blanche f7 · Pion noir sur case noire g7 · Pion noir sur case blanche a6 · Pion noir sur case blanche e6 · Pion noir sur case noire h6 · Pion noir sur case blanche b5 · Cavalier noir sur case blanche d5 · Pion blanc sur case noire b4 · Cavalier noir sur case blanche c4 · Cavalier blanc sur case noire d4 · Cavalier blanc sur case blanche e4 · Pion blanc sur case noire a3 · Dame blanche sur case blanche b3 · Pion blanc sur case noire e3 · Fou blanc sur case blanche f3 · Fou blanc sur case noire g3 · Pion blanc sur case noire f2 · Pion blanc sur case blanche g2 · Pion blanc sur case noire h2 · Tour blanche sur case blanche f1 · Roi blanc sur case noire g1 | Dame noire sur case blanche c8 · Tour noire sur case noire f8 · Roi noir sur case blanche g8 · Fou noir sur case blanche b7 · Fou noir sur case noire e7 · Pion noir sur case blanche f7 · Pion noir sur case noire g7 · Pion noir sur case blanche a6 · Pion noir sur case blanche e6 · Pion noir sur case noire h6 · Pion noir sur case blanche b5 · Cavalier noir sur case blanche d5 · Pion blanc sur case noire b4 · Cavalier noir sur case blanche c4 · Cavalier blanc sur case noire d4 · Cavalier blanc sur case blanche e4 · Pion blanc sur case noire a3 · Dame blanche sur case blanche b3 · Pion blanc sur case noire e3 · Fou blanc sur case blanche f3 · Fou blanc sur case noire g3 · Pion blanc sur case noire f2 · Pion blanc sur case blanche g2 · Pion blanc sur case noire h2 · Tour blanche sur case blanche f1 · Roi blanc sur case noire g1 | Dame noire sur case blanche c8 · Tour noire sur case noire f8 · Roi noir sur case blanche g8 · Fou noir sur case blanche b7 · Fou noir sur case noire e7 · Pion noir sur case blanche f7 · Pion noir sur case noire g7 · Pion noir sur case blanche a6 · Pion noir sur case blanche e6 · Pion noir sur case noire h6 · Pion noir sur case blanche b5 · Cavalier noir sur case blanche d5 · Pion blanc sur case noire b4 · Cavalier noir sur case blanche c4 · Cavalier blanc sur case noire d4 · Cavalier blanc sur case blanche e4 · Pion blanc sur case noire a3 · Dame blanche sur case blanche b3 · Pion blanc sur case noire e3 · Fou blanc sur case blanche f3 · Fou blanc sur case noire g3 · Pion blanc sur case noire f2 · Pion blanc sur case blanche g2 · Pion blanc sur case noire h2 · Tour blanche sur case blanche f1 · Roi blanc sur case noire g1 | Dame noire sur case blanche c8 · Tour noire sur case noire f8 · Roi noir sur case blanche g8 · Fou noir sur case blanche b7 · Fou noir sur case noire e7 · Pion noir sur case blanche f7 · Pion noir sur case noire g7 · Pion noir sur case blanche a6 · Pion noir sur case blanche e6 · Pion noir sur case noire h6 · Pion noir sur case blanche b5 · Cavalier noir sur case blanche d5 · Pion blanc sur case noire b4 · Cavalier noir sur case blanche c4 · Cavalier blanc sur case noire d4 · Cavalier blanc sur case blanche e4 · Pion blanc sur case noire a3 · Dame blanche sur case blanche b3 · Pion blanc sur case noire e3 · Fou blanc sur case blanche f3 · Fou blanc sur case noire g3 · Pion blanc sur case noire f2 · Pion blanc sur case blanche g2 · Pion blanc sur case noire h2 · Tour blanche sur case blanche f1 · Roi blanc sur case noire g1 | Dame noire sur case blanche c8 · Tour noire sur case noire f8 · Roi noir sur case blanche g8 · Fou noir sur case blanche b7 · Fou noir sur case noire e7 · Pion noir sur case blanche f7 · Pion noir sur case noire g7 · Pion noir sur case blanche a6 · Pion noir sur case blanche e6 · Pion noir sur case noire h6 · Pion noir sur case blanche b5 · Cavalier noir sur case blanche d5 · Pion blanc sur case noire b4 · Cavalier noir sur case blanche c4 · Cavalier blanc sur case noire d4 · Cavalier blanc sur case blanche e4 · Pion blanc sur case noire a3 · Dame blanche sur case blanche b3 · Pion blanc sur case noire e3 · Fou blanc sur case blanche f3 · Fou blanc sur case noire g3 · Pion blanc sur case noire f2 · Pion blanc sur case blanche g2 · Pion blanc sur case noire h2 · Tour blanche sur case blanche f1 · Roi blanc sur case noire g1 | Dame noire sur case blanche c8 · Tour noire sur case noire f8 · Roi noir sur case blanche g8 · Fou noir sur case blanche b7 · Fou noir sur case noire e7 · Pion noir sur case blanche f7 · Pion noir sur case noire g7 · Pion noir sur case blanche a6 · Pion noir sur case blanche e6 · Pion noir sur case noire h6 · Pion noir sur case blanche b5 · Cavalier noir sur case blanche d5 · Pion blanc sur case noire b4 · Cavalier noir sur case blanche c4 · Cavalier blanc sur case noire d4 · Cavalier blanc sur case blanche e4 · Pion blanc sur case noire a3 · Dame blanche sur case blanche b3 · Pion blanc sur case noire e3 · Fou blanc sur case blanche f3 · Fou blanc sur case noire g3 · Pion blanc sur case noire f2 · Pion blanc sur case blanche g2 · Pion blanc sur case noire h2 · Tour blanche sur case blanche f1 · Roi blanc sur case noire g1 | 7 |
| 6 | Dame noire sur case blanche c8 · Tour noire sur case noire f8 · Roi noir sur case blanche g8 · Fou noir sur case blanche b7 · Fou noir sur case noire e7 · Pion noir sur case blanche f7 · Pion noir sur case noire g7 · Pion noir sur case blanche a6 · Pion noir sur case blanche e6 · Pion noir sur case noire h6 · Pion noir sur case blanche b5 · Cavalier noir sur case blanche d5 · Pion blanc sur case noire b4 · Cavalier noir sur case blanche c4 · Cavalier blanc sur case noire d4 · Cavalier blanc sur case blanche e4 · Pion blanc sur case noire a3 · Dame blanche sur case blanche b3 · Pion blanc sur case noire e3 · Fou blanc sur case blanche f3 · Fou blanc sur case noire g3 · Pion blanc sur case noire f2 · Pion blanc sur case blanche g2 · Pion blanc sur case noire h2 · Tour blanche sur case blanche f1 · Roi blanc sur case noire g1 | Dame noire sur case blanche c8 · Tour noire sur case noire f8 · Roi noir sur case blanche g8 · Fou noir sur case blanche b7 · Fou noir sur case noire e7 · Pion noir sur case blanche f7 · Pion noir sur case noire g7 · Pion noir sur case blanche a6 · Pion noir sur case blanche e6 · Pion noir sur case noire h6 · Pion noir sur case blanche b5 · Cavalier noir sur case blanche d5 · Pion blanc sur case noire b4 · Cavalier noir sur case blanche c4 · Cavalier blanc sur case noire d4 · Cavalier blanc sur case blanche e4 · Pion blanc sur case noire a3 · Dame blanche sur case blanche b3 · Pion blanc sur case noire e3 · Fou blanc sur case blanche f3 · Fou blanc sur case noire g3 · Pion blanc sur case noire f2 · Pion blanc sur case blanche g2 · Pion blanc sur case noire h2 · Tour blanche sur case blanche f1 · Roi blanc sur case noire g1 | Dame noire sur case blanche c8 · Tour noire sur case noire f8 · Roi noir sur case blanche g8 · Fou noir sur case blanche b7 · Fou noir sur case noire e7 · Pion noir sur case blanche f7 · Pion noir sur case noire g7 · Pion noir sur case blanche a6 · Pion noir sur case blanche e6 · Pion noir sur case noire h6 · Pion noir sur case blanche b5 · Cavalier noir sur case blanche d5 · Pion blanc sur case noire b4 · Cavalier noir sur case blanche c4 · Cavalier blanc sur case noire d4 · Cavalier blanc sur case blanche e4 · Pion blanc sur case noire a3 · Dame blanche sur case blanche b3 · Pion blanc sur case noire e3 · Fou blanc sur case blanche f3 · Fou blanc sur case noire g3 · Pion blanc sur case noire f2 · Pion blanc sur case blanche g2 · Pion blanc sur case noire h2 · Tour blanche sur case blanche f1 · Roi blanc sur case noire g1 | Dame noire sur case blanche c8 · Tour noire sur case noire f8 · Roi noir sur case blanche g8 · Fou noir sur case blanche b7 · Fou noir sur case noire e7 · Pion noir sur case blanche f7 · Pion noir sur case noire g7 · Pion noir sur case blanche a6 · Pion noir sur case blanche e6 · Pion noir sur case noire h6 · Pion noir sur case blanche b5 · Cavalier noir sur case blanche d5 · Pion blanc sur case noire b4 · Cavalier noir sur case blanche c4 · Cavalier blanc sur case noire d4 · Cavalier blanc sur case blanche e4 · Pion blanc sur case noire a3 · Dame blanche sur case blanche b3 · Pion blanc sur case noire e3 · Fou blanc sur case blanche f3 · Fou blanc sur case noire g3 · Pion blanc sur case noire f2 · Pion blanc sur case blanche g2 · Pion blanc sur case noire h2 · Tour blanche sur case blanche f1 · Roi blanc sur case noire g1 | Dame noire sur case blanche c8 · Tour noire sur case noire f8 · Roi noir sur case blanche g8 · Fou noir sur case blanche b7 · Fou noir sur case noire e7 · Pion noir sur case blanche f7 · Pion noir sur case noire g7 · Pion noir sur case blanche a6 · Pion noir sur case blanche e6 · Pion noir sur case noire h6 · Pion noir sur case blanche b5 · Cavalier noir sur case blanche d5 · Pion blanc sur case noire b4 · Cavalier noir sur case blanche c4 · Cavalier blanc sur case noire d4 · Cavalier blanc sur case blanche e4 · Pion blanc sur case noire a3 · Dame blanche sur case blanche b3 · Pion blanc sur case noire e3 · Fou blanc sur case blanche f3 · Fou blanc sur case noire g3 · Pion blanc sur case noire f2 · Pion blanc sur case blanche g2 · Pion blanc sur case noire h2 · Tour blanche sur case blanche f1 · Roi blanc sur case noire g1 | Dame noire sur case blanche c8 · Tour noire sur case noire f8 · Roi noir sur case blanche g8 · Fou noir sur case blanche b7 · Fou noir sur case noire e7 · Pion noir sur case blanche f7 · Pion noir sur case noire g7 · Pion noir sur case blanche a6 · Pion noir sur case blanche e6 · Pion noir sur case noire h6 · Pion noir sur case blanche b5 · Cavalier noir sur case blanche d5 · Pion blanc sur case noire b4 · Cavalier noir sur case blanche c4 · Cavalier blanc sur case noire d4 · Cavalier blanc sur case blanche e4 · Pion blanc sur case noire a3 · Dame blanche sur case blanche b3 · Pion blanc sur case noire e3 · Fou blanc sur case blanche f3 · Fou blanc sur case noire g3 · Pion blanc sur case noire f2 · Pion blanc sur case blanche g2 · Pion blanc sur case noire h2 · Tour blanche sur case blanche f1 · Roi blanc sur case noire g1 | Dame noire sur case blanche c8 · Tour noire sur case noire f8 · Roi noir sur case blanche g8 · Fou noir sur case blanche b7 · Fou noir sur case noire e7 · Pion noir sur case blanche f7 · Pion noir sur case noire g7 · Pion noir sur case blanche a6 · Pion noir sur case blanche e6 · Pion noir sur case noire h6 · Pion noir sur case blanche b5 · Cavalier noir sur case blanche d5 · Pion blanc sur case noire b4 · Cavalier noir sur case blanche c4 · Cavalier blanc sur case noire d4 · Cavalier blanc sur case blanche e4 · Pion blanc sur case noire a3 · Dame blanche sur case blanche b3 · Pion blanc sur case noire e3 · Fou blanc sur case blanche f3 · Fou blanc sur case noire g3 · Pion blanc sur case noire f2 · Pion blanc sur case blanche g2 · Pion blanc sur case noire h2 · Tour blanche sur case blanche f1 · Roi blanc sur case noire g1 | Dame noire sur case blanche c8 · Tour noire sur case noire f8 · Roi noir sur case blanche g8 · Fou noir sur case blanche b7 · Fou noir sur case noire e7 · Pion noir sur case blanche f7 · Pion noir sur case noire g7 · Pion noir sur case blanche a6 · Pion noir sur case blanche e6 · Pion noir sur case noire h6 · Pion noir sur case blanche b5 · Cavalier noir sur case blanche d5 · Pion blanc sur case noire b4 · Cavalier noir sur case blanche c4 · Cavalier blanc sur case noire d4 · Cavalier blanc sur case blanche e4 · Pion blanc sur case noire a3 · Dame blanche sur case blanche b3 · Pion blanc sur case noire e3 · Fou blanc sur case blanche f3 · Fou blanc sur case noire g3 · Pion blanc sur case noire f2 · Pion blanc sur case blanche g2 · Pion blanc sur case noire h2 · Tour blanche sur case blanche f1 · Roi blanc sur case noire g1 | 6 |
| 5 | Dame noire sur case blanche c8 · Tour noire sur case noire f8 · Roi noir sur case blanche g8 · Fou noir sur case blanche b7 · Fou noir sur case noire e7 · Pion noir sur case blanche f7 · Pion noir sur case noire g7 · Pion noir sur case blanche a6 · Pion noir sur case blanche e6 · Pion noir sur case noire h6 · Pion noir sur case blanche b5 · Cavalier noir sur case blanche d5 · Pion blanc sur case noire b4 · Cavalier noir sur case blanche c4 · Cavalier blanc sur case noire d4 · Cavalier blanc sur case blanche e4 · Pion blanc sur case noire a3 · Dame blanche sur case blanche b3 · Pion blanc sur case noire e3 · Fou blanc sur case blanche f3 · Fou blanc sur case noire g3 · Pion blanc sur case noire f2 · Pion blanc sur case blanche g2 · Pion blanc sur case noire h2 · Tour blanche sur case blanche f1 · Roi blanc sur case noire g1 | Dame noire sur case blanche c8 · Tour noire sur case noire f8 · Roi noir sur case blanche g8 · Fou noir sur case blanche b7 · Fou noir sur case noire e7 · Pion noir sur case blanche f7 · Pion noir sur case noire g7 · Pion noir sur case blanche a6 · Pion noir sur case blanche e6 · Pion noir sur case noire h6 · Pion noir sur case blanche b5 · Cavalier noir sur case blanche d5 · Pion blanc sur case noire b4 · Cavalier noir sur case blanche c4 · Cavalier blanc sur case noire d4 · Cavalier blanc sur case blanche e4 · Pion blanc sur case noire a3 · Dame blanche sur case blanche b3 · Pion blanc sur case noire e3 · Fou blanc sur case blanche f3 · Fou blanc sur case noire g3 · Pion blanc sur case noire f2 · Pion blanc sur case blanche g2 · Pion blanc sur case noire h2 · Tour blanche sur case blanche f1 · Roi blanc sur case noire g1 | Dame noire sur case blanche c8 · Tour noire sur case noire f8 · Roi noir sur case blanche g8 · Fou noir sur case blanche b7 · Fou noir sur case noire e7 · Pion noir sur case blanche f7 · Pion noir sur case noire g7 · Pion noir sur case blanche a6 · Pion noir sur case blanche e6 · Pion noir sur case noire h6 · Pion noir sur case blanche b5 · Cavalier noir sur case blanche d5 · Pion blanc sur case noire b4 · Cavalier noir sur case blanche c4 · Cavalier blanc sur case noire d4 · Cavalier blanc sur case blanche e4 · Pion blanc sur case noire a3 · Dame blanche sur case blanche b3 · Pion blanc sur case noire e3 · Fou blanc sur case blanche f3 · Fou blanc sur case noire g3 · Pion blanc sur case noire f2 · Pion blanc sur case blanche g2 · Pion blanc sur case noire h2 · Tour blanche sur case blanche f1 · Roi blanc sur case noire g1 | Dame noire sur case blanche c8 · Tour noire sur case noire f8 · Roi noir sur case blanche g8 · Fou noir sur case blanche b7 · Fou noir sur case noire e7 · Pion noir sur case blanche f7 · Pion noir sur case noire g7 · Pion noir sur case blanche a6 · Pion noir sur case blanche e6 · Pion noir sur case noire h6 · Pion noir sur case blanche b5 · Cavalier noir sur case blanche d5 · Pion blanc sur case noire b4 · Cavalier noir sur case blanche c4 · Cavalier blanc sur case noire d4 · Cavalier blanc sur case blanche e4 · Pion blanc sur case noire a3 · Dame blanche sur case blanche b3 · Pion blanc sur case noire e3 · Fou blanc sur case blanche f3 · Fou blanc sur case noire g3 · Pion blanc sur case noire f2 · Pion blanc sur case blanche g2 · Pion blanc sur case noire h2 · Tour blanche sur case blanche f1 · Roi blanc sur case noire g1 | Dame noire sur case blanche c8 · Tour noire sur case noire f8 · Roi noir sur case blanche g8 · Fou noir sur case blanche b7 · Fou noir sur case noire e7 · Pion noir sur case blanche f7 · Pion noir sur case noire g7 · Pion noir sur case blanche a6 · Pion noir sur case blanche e6 · Pion noir sur case noire h6 · Pion noir sur case blanche b5 · Cavalier noir sur case blanche d5 · Pion blanc sur case noire b4 · Cavalier noir sur case blanche c4 · Cavalier blanc sur case noire d4 · Cavalier blanc sur case blanche e4 · Pion blanc sur case noire a3 · Dame blanche sur case blanche b3 · Pion blanc sur case noire e3 · Fou blanc sur case blanche f3 · Fou blanc sur case noire g3 · Pion blanc sur case noire f2 · Pion blanc sur case blanche g2 · Pion blanc sur case noire h2 · Tour blanche sur case blanche f1 · Roi blanc sur case noire g1 | Dame noire sur case blanche c8 · Tour noire sur case noire f8 · Roi noir sur case blanche g8 · Fou noir sur case blanche b7 · Fou noir sur case noire e7 · Pion noir sur case blanche f7 · Pion noir sur case noire g7 · Pion noir sur case blanche a6 · Pion noir sur case blanche e6 · Pion noir sur case noire h6 · Pion noir sur case blanche b5 · Cavalier noir sur case blanche d5 · Pion blanc sur case noire b4 · Cavalier noir sur case blanche c4 · Cavalier blanc sur case noire d4 · Cavalier blanc sur case blanche e4 · Pion blanc sur case noire a3 · Dame blanche sur case blanche b3 · Pion blanc sur case noire e3 · Fou blanc sur case blanche f3 · Fou blanc sur case noire g3 · Pion blanc sur case noire f2 · Pion blanc sur case blanche g2 · Pion blanc sur case noire h2 · Tour blanche sur case blanche f1 · Roi blanc sur case noire g1 | Dame noire sur case blanche c8 · Tour noire sur case noire f8 · Roi noir sur case blanche g8 · Fou noir sur case blanche b7 · Fou noir sur case noire e7 · Pion noir sur case blanche f7 · Pion noir sur case noire g7 · Pion noir sur case blanche a6 · Pion noir sur case blanche e6 · Pion noir sur case noire h6 · Pion noir sur case blanche b5 · Cavalier noir sur case blanche d5 · Pion blanc sur case noire b4 · Cavalier noir sur case blanche c4 · Cavalier blanc sur case noire d4 · Cavalier blanc sur case blanche e4 · Pion blanc sur case noire a3 · Dame blanche sur case blanche b3 · Pion blanc sur case noire e3 · Fou blanc sur case blanche f3 · Fou blanc sur case noire g3 · Pion blanc sur case noire f2 · Pion blanc sur case blanche g2 · Pion blanc sur case noire h2 · Tour blanche sur case blanche f1 · Roi blanc sur case noire g1 | Dame noire sur case blanche c8 · Tour noire sur case noire f8 · Roi noir sur case blanche g8 · Fou noir sur case blanche b7 · Fou noir sur case noire e7 · Pion noir sur case blanche f7 · Pion noir sur case noire g7 · Pion noir sur case blanche a6 · Pion noir sur case blanche e6 · Pion noir sur case noire h6 · Pion noir sur case blanche b5 · Cavalier noir sur case blanche d5 · Pion blanc sur case noire b4 · Cavalier noir sur case blanche c4 · Cavalier blanc sur case noire d4 · Cavalier blanc sur case blanche e4 · Pion blanc sur case noire a3 · Dame blanche sur case blanche b3 · Pion blanc sur case noire e3 · Fou blanc sur case blanche f3 · Fou blanc sur case noire g3 · Pion blanc sur case noire f2 · Pion blanc sur case blanche g2 · Pion blanc sur case noire h2 · Tour blanche sur case blanche f1 · Roi blanc sur case noire g1 | 5 |
| 4 | Dame noire sur case blanche c8 · Tour noire sur case noire f8 · Roi noir sur case blanche g8 · Fou noir sur case blanche b7 · Fou noir sur case noire e7 · Pion noir sur case blanche f7 · Pion noir sur case noire g7 · Pion noir sur case blanche a6 · Pion noir sur case blanche e6 · Pion noir sur case noire h6 · Pion noir sur case blanche b5 · Cavalier noir sur case blanche d5 · Pion blanc sur case noire b4 · Cavalier noir sur case blanche c4 · Cavalier blanc sur case noire d4 · Cavalier blanc sur case blanche e4 · Pion blanc sur case noire a3 · Dame blanche sur case blanche b3 · Pion blanc sur case noire e3 · Fou blanc sur case blanche f3 · Fou blanc sur case noire g3 · Pion blanc sur case noire f2 · Pion blanc sur case blanche g2 · Pion blanc sur case noire h2 · Tour blanche sur case blanche f1 · Roi blanc sur case noire g1 | Dame noire sur case blanche c8 · Tour noire sur case noire f8 · Roi noir sur case blanche g8 · Fou noir sur case blanche b7 · Fou noir sur case noire e7 · Pion noir sur case blanche f7 · Pion noir sur case noire g7 · Pion noir sur case blanche a6 · Pion noir sur case blanche e6 · Pion noir sur case noire h6 · Pion noir sur case blanche b5 · Cavalier noir sur case blanche d5 · Pion blanc sur case noire b4 · Cavalier noir sur case blanche c4 · Cavalier blanc sur case noire d4 · Cavalier blanc sur case blanche e4 · Pion blanc sur case noire a3 · Dame blanche sur case blanche b3 · Pion blanc sur case noire e3 · Fou blanc sur case blanche f3 · Fou blanc sur case noire g3 · Pion blanc sur case noire f2 · Pion blanc sur case blanche g2 · Pion blanc sur case noire h2 · Tour blanche sur case blanche f1 · Roi blanc sur case noire g1 | Dame noire sur case blanche c8 · Tour noire sur case noire f8 · Roi noir sur case blanche g8 · Fou noir sur case blanche b7 · Fou noir sur case noire e7 · Pion noir sur case blanche f7 · Pion noir sur case noire g7 · Pion noir sur case blanche a6 · Pion noir sur case blanche e6 · Pion noir sur case noire h6 · Pion noir sur case blanche b5 · Cavalier noir sur case blanche d5 · Pion blanc sur case noire b4 · Cavalier noir sur case blanche c4 · Cavalier blanc sur case noire d4 · Cavalier blanc sur case blanche e4 · Pion blanc sur case noire a3 · Dame blanche sur case blanche b3 · Pion blanc sur case noire e3 · Fou blanc sur case blanche f3 · Fou blanc sur case noire g3 · Pion blanc sur case noire f2 · Pion blanc sur case blanche g2 · Pion blanc sur case noire h2 · Tour blanche sur case blanche f1 · Roi blanc sur case noire g1 | Dame noire sur case blanche c8 · Tour noire sur case noire f8 · Roi noir sur case blanche g8 · Fou noir sur case blanche b7 · Fou noir sur case noire e7 · Pion noir sur case blanche f7 · Pion noir sur case noire g7 · Pion noir sur case blanche a6 · Pion noir sur case blanche e6 · Pion noir sur case noire h6 · Pion noir sur case blanche b5 · Cavalier noir sur case blanche d5 · Pion blanc sur case noire b4 · Cavalier noir sur case blanche c4 · Cavalier blanc sur case noire d4 · Cavalier blanc sur case blanche e4 · Pion blanc sur case noire a3 · Dame blanche sur case blanche b3 · Pion blanc sur case noire e3 · Fou blanc sur case blanche f3 · Fou blanc sur case noire g3 · Pion blanc sur case noire f2 · Pion blanc sur case blanche g2 · Pion blanc sur case noire h2 · Tour blanche sur case blanche f1 · Roi blanc sur case noire g1 | Dame noire sur case blanche c8 · Tour noire sur case noire f8 · Roi noir sur case blanche g8 · Fou noir sur case blanche b7 · Fou noir sur case noire e7 · Pion noir sur case blanche f7 · Pion noir sur case noire g7 · Pion noir sur case blanche a6 · Pion noir sur case blanche e6 · Pion noir sur case noire h6 · Pion noir sur case blanche b5 · Cavalier noir sur case blanche d5 · Pion blanc sur case noire b4 · Cavalier noir sur case blanche c4 · Cavalier blanc sur case noire d4 · Cavalier blanc sur case blanche e4 · Pion blanc sur case noire a3 · Dame blanche sur case blanche b3 · Pion blanc sur case noire e3 · Fou blanc sur case blanche f3 · Fou blanc sur case noire g3 · Pion blanc sur case noire f2 · Pion blanc sur case blanche g2 · Pion blanc sur case noire h2 · Tour blanche sur case blanche f1 · Roi blanc sur case noire g1 | Dame noire sur case blanche c8 · Tour noire sur case noire f8 · Roi noir sur case blanche g8 · Fou noir sur case blanche b7 · Fou noir sur case noire e7 · Pion noir sur case blanche f7 · Pion noir sur case noire g7 · Pion noir sur case blanche a6 · Pion noir sur case blanche e6 · Pion noir sur case noire h6 · Pion noir sur case blanche b5 · Cavalier noir sur case blanche d5 · Pion blanc sur case noire b4 · Cavalier noir sur case blanche c4 · Cavalier blanc sur case noire d4 · Cavalier blanc sur case blanche e4 · Pion blanc sur case noire a3 · Dame blanche sur case blanche b3 · Pion blanc sur case noire e3 · Fou blanc sur case blanche f3 · Fou blanc sur case noire g3 · Pion blanc sur case noire f2 · Pion blanc sur case blanche g2 · Pion blanc sur case noire h2 · Tour blanche sur case blanche f1 · Roi blanc sur case noire g1 | Dame noire sur case blanche c8 · Tour noire sur case noire f8 · Roi noir sur case blanche g8 · Fou noir sur case blanche b7 · Fou noir sur case noire e7 · Pion noir sur case blanche f7 · Pion noir sur case noire g7 · Pion noir sur case blanche a6 · Pion noir sur case blanche e6 · Pion noir sur case noire h6 · Pion noir sur case blanche b5 · Cavalier noir sur case blanche d5 · Pion blanc sur case noire b4 · Cavalier noir sur case blanche c4 · Cavalier blanc sur case noire d4 · Cavalier blanc sur case blanche e4 · Pion blanc sur case noire a3 · Dame blanche sur case blanche b3 · Pion blanc sur case noire e3 · Fou blanc sur case blanche f3 · Fou blanc sur case noire g3 · Pion blanc sur case noire f2 · Pion blanc sur case blanche g2 · Pion blanc sur case noire h2 · Tour blanche sur case blanche f1 · Roi blanc sur case noire g1 | Dame noire sur case blanche c8 · Tour noire sur case noire f8 · Roi noir sur case blanche g8 · Fou noir sur case blanche b7 · Fou noir sur case noire e7 · Pion noir sur case blanche f7 · Pion noir sur case noire g7 · Pion noir sur case blanche a6 · Pion noir sur case blanche e6 · Pion noir sur case noire h6 · Pion noir sur case blanche b5 · Cavalier noir sur case blanche d5 · Pion blanc sur case noire b4 · Cavalier noir sur case blanche c4 · Cavalier blanc sur case noire d4 · Cavalier blanc sur case blanche e4 · Pion blanc sur case noire a3 · Dame blanche sur case blanche b3 · Pion blanc sur case noire e3 · Fou blanc sur case blanche f3 · Fou blanc sur case noire g3 · Pion blanc sur case noire f2 · Pion blanc sur case blanche g2 · Pion blanc sur case noire h2 · Tour blanche sur case blanche f1 · Roi blanc sur case noire g1 | 4 |
| 3 | Dame noire sur case blanche c8 · Tour noire sur case noire f8 · Roi noir sur case blanche g8 · Fou noir sur case blanche b7 · Fou noir sur case noire e7 · Pion noir sur case blanche f7 · Pion noir sur case noire g7 · Pion noir sur case blanche a6 · Pion noir sur case blanche e6 · Pion noir sur case noire h6 · Pion noir sur case blanche b5 · Cavalier noir sur case blanche d5 · Pion blanc sur case noire b4 · Cavalier noir sur case blanche c4 · Cavalier blanc sur case noire d4 · Cavalier blanc sur case blanche e4 · Pion blanc sur case noire a3 · Dame blanche sur case blanche b3 · Pion blanc sur case noire e3 · Fou blanc sur case blanche f3 · Fou blanc sur case noire g3 · Pion blanc sur case noire f2 · Pion blanc sur case blanche g2 · Pion blanc sur case noire h2 · Tour blanche sur case blanche f1 · Roi blanc sur case noire g1 | Dame noire sur case blanche c8 · Tour noire sur case noire f8 · Roi noir sur case blanche g8 · Fou noir sur case blanche b7 · Fou noir sur case noire e7 · Pion noir sur case blanche f7 · Pion noir sur case noire g7 · Pion noir sur case blanche a6 · Pion noir sur case blanche e6 · Pion noir sur case noire h6 · Pion noir sur case blanche b5 · Cavalier noir sur case blanche d5 · Pion blanc sur case noire b4 · Cavalier noir sur case blanche c4 · Cavalier blanc sur case noire d4 · Cavalier blanc sur case blanche e4 · Pion blanc sur case noire a3 · Dame blanche sur case blanche b3 · Pion blanc sur case noire e3 · Fou blanc sur case blanche f3 · Fou blanc sur case noire g3 · Pion blanc sur case noire f2 · Pion blanc sur case blanche g2 · Pion blanc sur case noire h2 · Tour blanche sur case blanche f1 · Roi blanc sur case noire g1 | Dame noire sur case blanche c8 · Tour noire sur case noire f8 · Roi noir sur case blanche g8 · Fou noir sur case blanche b7 · Fou noir sur case noire e7 · Pion noir sur case blanche f7 · Pion noir sur case noire g7 · Pion noir sur case blanche a6 · Pion noir sur case blanche e6 · Pion noir sur case noire h6 · Pion noir sur case blanche b5 · Cavalier noir sur case blanche d5 · Pion blanc sur case noire b4 · Cavalier noir sur case blanche c4 · Cavalier blanc sur case noire d4 · Cavalier blanc sur case blanche e4 · Pion blanc sur case noire a3 · Dame blanche sur case blanche b3 · Pion blanc sur case noire e3 · Fou blanc sur case blanche f3 · Fou blanc sur case noire g3 · Pion blanc sur case noire f2 · Pion blanc sur case blanche g2 · Pion blanc sur case noire h2 · Tour blanche sur case blanche f1 · Roi blanc sur case noire g1 | Dame noire sur case blanche c8 · Tour noire sur case noire f8 · Roi noir sur case blanche g8 · Fou noir sur case blanche b7 · Fou noir sur case noire e7 · Pion noir sur case blanche f7 · Pion noir sur case noire g7 · Pion noir sur case blanche a6 · Pion noir sur case blanche e6 · Pion noir sur case noire h6 · Pion noir sur case blanche b5 · Cavalier noir sur case blanche d5 · Pion blanc sur case noire b4 · Cavalier noir sur case blanche c4 · Cavalier blanc sur case noire d4 · Cavalier blanc sur case blanche e4 · Pion blanc sur case noire a3 · Dame blanche sur case blanche b3 · Pion blanc sur case noire e3 · Fou blanc sur case blanche f3 · Fou blanc sur case noire g3 · Pion blanc sur case noire f2 · Pion blanc sur case blanche g2 · Pion blanc sur case noire h2 · Tour blanche sur case blanche f1 · Roi blanc sur case noire g1 | Dame noire sur case blanche c8 · Tour noire sur case noire f8 · Roi noir sur case blanche g8 · Fou noir sur case blanche b7 · Fou noir sur case noire e7 · Pion noir sur case blanche f7 · Pion noir sur case noire g7 · Pion noir sur case blanche a6 · Pion noir sur case blanche e6 · Pion noir sur case noire h6 · Pion noir sur case blanche b5 · Cavalier noir sur case blanche d5 · Pion blanc sur case noire b4 · Cavalier noir sur case blanche c4 · Cavalier blanc sur case noire d4 · Cavalier blanc sur case blanche e4 · Pion blanc sur case noire a3 · Dame blanche sur case blanche b3 · Pion blanc sur case noire e3 · Fou blanc sur case blanche f3 · Fou blanc sur case noire g3 · Pion blanc sur case noire f2 · Pion blanc sur case blanche g2 · Pion blanc sur case noire h2 · Tour blanche sur case blanche f1 · Roi blanc sur case noire g1 | Dame noire sur case blanche c8 · Tour noire sur case noire f8 · Roi noir sur case blanche g8 · Fou noir sur case blanche b7 · Fou noir sur case noire e7 · Pion noir sur case blanche f7 · Pion noir sur case noire g7 · Pion noir sur case blanche a6 · Pion noir sur case blanche e6 · Pion noir sur case noire h6 · Pion noir sur case blanche b5 · Cavalier noir sur case blanche d5 · Pion blanc sur case noire b4 · Cavalier noir sur case blanche c4 · Cavalier blanc sur case noire d4 · Cavalier blanc sur case blanche e4 · Pion blanc sur case noire a3 · Dame blanche sur case blanche b3 · Pion blanc sur case noire e3 · Fou blanc sur case blanche f3 · Fou blanc sur case noire g3 · Pion blanc sur case noire f2 · Pion blanc sur case blanche g2 · Pion blanc sur case noire h2 · Tour blanche sur case blanche f1 · Roi blanc sur case noire g1 | Dame noire sur case blanche c8 · Tour noire sur case noire f8 · Roi noir sur case blanche g8 · Fou noir sur case blanche b7 · Fou noir sur case noire e7 · Pion noir sur case blanche f7 · Pion noir sur case noire g7 · Pion noir sur case blanche a6 · Pion noir sur case blanche e6 · Pion noir sur case noire h6 · Pion noir sur case blanche b5 · Cavalier noir sur case blanche d5 · Pion blanc sur case noire b4 · Cavalier noir sur case blanche c4 · Cavalier blanc sur case noire d4 · Cavalier blanc sur case blanche e4 · Pion blanc sur case noire a3 · Dame blanche sur case blanche b3 · Pion blanc sur case noire e3 · Fou blanc sur case blanche f3 · Fou blanc sur case noire g3 · Pion blanc sur case noire f2 · Pion blanc sur case blanche g2 · Pion blanc sur case noire h2 · Tour blanche sur case blanche f1 · Roi blanc sur case noire g1 | Dame noire sur case blanche c8 · Tour noire sur case noire f8 · Roi noir sur case blanche g8 · Fou noir sur case blanche b7 · Fou noir sur case noire e7 · Pion noir sur case blanche f7 · Pion noir sur case noire g7 · Pion noir sur case blanche a6 · Pion noir sur case blanche e6 · Pion noir sur case noire h6 · Pion noir sur case blanche b5 · Cavalier noir sur case blanche d5 · Pion blanc sur case noire b4 · Cavalier noir sur case blanche c4 · Cavalier blanc sur case noire d4 · Cavalier blanc sur case blanche e4 · Pion blanc sur case noire a3 · Dame blanche sur case blanche b3 · Pion blanc sur case noire e3 · Fou blanc sur case blanche f3 · Fou blanc sur case noire g3 · Pion blanc sur case noire f2 · Pion blanc sur case blanche g2 · Pion blanc sur case noire h2 · Tour blanche sur case blanche f1 · Roi blanc sur case noire g1 | 3 |
| 2 | Dame noire sur case blanche c8 · Tour noire sur case noire f8 · Roi noir sur case blanche g8 · Fou noir sur case blanche b7 · Fou noir sur case noire e7 · Pion noir sur case blanche f7 · Pion noir sur case noire g7 · Pion noir sur case blanche a6 · Pion noir sur case blanche e6 · Pion noir sur case noire h6 · Pion noir sur case blanche b5 · Cavalier noir sur case blanche d5 · Pion blanc sur case noire b4 · Cavalier noir sur case blanche c4 · Cavalier blanc sur case noire d4 · Cavalier blanc sur case blanche e4 · Pion blanc sur case noire a3 · Dame blanche sur case blanche b3 · Pion blanc sur case noire e3 · Fou blanc sur case blanche f3 · Fou blanc sur case noire g3 · Pion blanc sur case noire f2 · Pion blanc sur case blanche g2 · Pion blanc sur case noire h2 · Tour blanche sur case blanche f1 · Roi blanc sur case noire g1 | Dame noire sur case blanche c8 · Tour noire sur case noire f8 · Roi noir sur case blanche g8 · Fou noir sur case blanche b7 · Fou noir sur case noire e7 · Pion noir sur case blanche f7 · Pion noir sur case noire g7 · Pion noir sur case blanche a6 · Pion noir sur case blanche e6 · Pion noir sur case noire h6 · Pion noir sur case blanche b5 · Cavalier noir sur case blanche d5 · Pion blanc sur case noire b4 · Cavalier noir sur case blanche c4 · Cavalier blanc sur case noire d4 · Cavalier blanc sur case blanche e4 · Pion blanc sur case noire a3 · Dame blanche sur case blanche b3 · Pion blanc sur case noire e3 · Fou blanc sur case blanche f3 · Fou blanc sur case noire g3 · Pion blanc sur case noire f2 · Pion blanc sur case blanche g2 · Pion blanc sur case noire h2 · Tour blanche sur case blanche f1 · Roi blanc sur case noire g1 | Dame noire sur case blanche c8 · Tour noire sur case noire f8 · Roi noir sur case blanche g8 · Fou noir sur case blanche b7 · Fou noir sur case noire e7 · Pion noir sur case blanche f7 · Pion noir sur case noire g7 · Pion noir sur case blanche a6 · Pion noir sur case blanche e6 · Pion noir sur case noire h6 · Pion noir sur case blanche b5 · Cavalier noir sur case blanche d5 · Pion blanc sur case noire b4 · Cavalier noir sur case blanche c4 · Cavalier blanc sur case noire d4 · Cavalier blanc sur case blanche e4 · Pion blanc sur case noire a3 · Dame blanche sur case blanche b3 · Pion blanc sur case noire e3 · Fou blanc sur case blanche f3 · Fou blanc sur case noire g3 · Pion blanc sur case noire f2 · Pion blanc sur case blanche g2 · Pion blanc sur case noire h2 · Tour blanche sur case blanche f1 · Roi blanc sur case noire g1 | Dame noire sur case blanche c8 · Tour noire sur case noire f8 · Roi noir sur case blanche g8 · Fou noir sur case blanche b7 · Fou noir sur case noire e7 · Pion noir sur case blanche f7 · Pion noir sur case noire g7 · Pion noir sur case blanche a6 · Pion noir sur case blanche e6 · Pion noir sur case noire h6 · Pion noir sur case blanche b5 · Cavalier noir sur case blanche d5 · Pion blanc sur case noire b4 · Cavalier noir sur case blanche c4 · Cavalier blanc sur case noire d4 · Cavalier blanc sur case blanche e4 · Pion blanc sur case noire a3 · Dame blanche sur case blanche b3 · Pion blanc sur case noire e3 · Fou blanc sur case blanche f3 · Fou blanc sur case noire g3 · Pion blanc sur case noire f2 · Pion blanc sur case blanche g2 · Pion blanc sur case noire h2 · Tour blanche sur case blanche f1 · Roi blanc sur case noire g1 | Dame noire sur case blanche c8 · Tour noire sur case noire f8 · Roi noir sur case blanche g8 · Fou noir sur case blanche b7 · Fou noir sur case noire e7 · Pion noir sur case blanche f7 · Pion noir sur case noire g7 · Pion noir sur case blanche a6 · Pion noir sur case blanche e6 · Pion noir sur case noire h6 · Pion noir sur case blanche b5 · Cavalier noir sur case blanche d5 · Pion blanc sur case noire b4 · Cavalier noir sur case blanche c4 · Cavalier blanc sur case noire d4 · Cavalier blanc sur case blanche e4 · Pion blanc sur case noire a3 · Dame blanche sur case blanche b3 · Pion blanc sur case noire e3 · Fou blanc sur case blanche f3 · Fou blanc sur case noire g3 · Pion blanc sur case noire f2 · Pion blanc sur case blanche g2 · Pion blanc sur case noire h2 · Tour blanche sur case blanche f1 · Roi blanc sur case noire g1 | Dame noire sur case blanche c8 · Tour noire sur case noire f8 · Roi noir sur case blanche g8 · Fou noir sur case blanche b7 · Fou noir sur case noire e7 · Pion noir sur case blanche f7 · Pion noir sur case noire g7 · Pion noir sur case blanche a6 · Pion noir sur case blanche e6 · Pion noir sur case noire h6 · Pion noir sur case blanche b5 · Cavalier noir sur case blanche d5 · Pion blanc sur case noire b4 · Cavalier noir sur case blanche c4 · Cavalier blanc sur case noire d4 · Cavalier blanc sur case blanche e4 · Pion blanc sur case noire a3 · Dame blanche sur case blanche b3 · Pion blanc sur case noire e3 · Fou blanc sur case blanche f3 · Fou blanc sur case noire g3 · Pion blanc sur case noire f2 · Pion blanc sur case blanche g2 · Pion blanc sur case noire h2 · Tour blanche sur case blanche f1 · Roi blanc sur case noire g1 | Dame noire sur case blanche c8 · Tour noire sur case noire f8 · Roi noir sur case blanche g8 · Fou noir sur case blanche b7 · Fou noir sur case noire e7 · Pion noir sur case blanche f7 · Pion noir sur case noire g7 · Pion noir sur case blanche a6 · Pion noir sur case blanche e6 · Pion noir sur case noire h6 · Pion noir sur case blanche b5 · Cavalier noir sur case blanche d5 · Pion blanc sur case noire b4 · Cavalier noir sur case blanche c4 · Cavalier blanc sur case noire d4 · Cavalier blanc sur case blanche e4 · Pion blanc sur case noire a3 · Dame blanche sur case blanche b3 · Pion blanc sur case noire e3 · Fou blanc sur case blanche f3 · Fou blanc sur case noire g3 · Pion blanc sur case noire f2 · Pion blanc sur case blanche g2 · Pion blanc sur case noire h2 · Tour blanche sur case blanche f1 · Roi blanc sur case noire g1 | Dame noire sur case blanche c8 · Tour noire sur case noire f8 · Roi noir sur case blanche g8 · Fou noir sur case blanche b7 · Fou noir sur case noire e7 · Pion noir sur case blanche f7 · Pion noir sur case noire g7 · Pion noir sur case blanche a6 · Pion noir sur case blanche e6 · Pion noir sur case noire h6 · Pion noir sur case blanche b5 · Cavalier noir sur case blanche d5 · Pion blanc sur case noire b4 · Cavalier noir sur case blanche c4 · Cavalier blanc sur case noire d4 · Cavalier blanc sur case blanche e4 · Pion blanc sur case noire a3 · Dame blanche sur case blanche b3 · Pion blanc sur case noire e3 · Fou blanc sur case blanche f3 · Fou blanc sur case noire g3 · Pion blanc sur case noire f2 · Pion blanc sur case blanche g2 · Pion blanc sur case noire h2 · Tour blanche sur case blanche f1 · Roi blanc sur case noire g1 | 2 |
| 1 | Dame noire sur case blanche c8 · Tour noire sur case noire f8 · Roi noir sur case blanche g8 · Fou noir sur case blanche b7 · Fou noir sur case noire e7 · Pion noir sur case blanche f7 · Pion noir sur case noire g7 · Pion noir sur case blanche a6 · Pion noir sur case blanche e6 · Pion noir sur case noire h6 · Pion noir sur case blanche b5 · Cavalier noir sur case blanche d5 · Pion blanc sur case noire b4 · Cavalier noir sur case blanche c4 · Cavalier blanc sur case noire d4 · Cavalier blanc sur case blanche e4 · Pion blanc sur case noire a3 · Dame blanche sur case blanche b3 · Pion blanc sur case noire e3 · Fou blanc sur case blanche f3 · Fou blanc sur case noire g3 · Pion blanc sur case noire f2 · Pion blanc sur case blanche g2 · Pion blanc sur case noire h2 · Tour blanche sur case blanche f1 · Roi blanc sur case noire g1 | Dame noire sur case blanche c8 · Tour noire sur case noire f8 · Roi noir sur case blanche g8 · Fou noir sur case blanche b7 · Fou noir sur case noire e7 · Pion noir sur case blanche f7 · Pion noir sur case noire g7 · Pion noir sur case blanche a6 · Pion noir sur case blanche e6 · Pion noir sur case noire h6 · Pion noir sur case blanche b5 · Cavalier noir sur case blanche d5 · Pion blanc sur case noire b4 · Cavalier noir sur case blanche c4 · Cavalier blanc sur case noire d4 · Cavalier blanc sur case blanche e4 · Pion blanc sur case noire a3 · Dame blanche sur case blanche b3 · Pion blanc sur case noire e3 · Fou blanc sur case blanche f3 · Fou blanc sur case noire g3 · Pion blanc sur case noire f2 · Pion blanc sur case blanche g2 · Pion blanc sur case noire h2 · Tour blanche sur case blanche f1 · Roi blanc sur case noire g1 | Dame noire sur case blanche c8 · Tour noire sur case noire f8 · Roi noir sur case blanche g8 · Fou noir sur case blanche b7 · Fou noir sur case noire e7 · Pion noir sur case blanche f7 · Pion noir sur case noire g7 · Pion noir sur case blanche a6 · Pion noir sur case blanche e6 · Pion noir sur case noire h6 · Pion noir sur case blanche b5 · Cavalier noir sur case blanche d5 · Pion blanc sur case noire b4 · Cavalier noir sur case blanche c4 · Cavalier blanc sur case noire d4 · Cavalier blanc sur case blanche e4 · Pion blanc sur case noire a3 · Dame blanche sur case blanche b3 · Pion blanc sur case noire e3 · Fou blanc sur case blanche f3 · Fou blanc sur case noire g3 · Pion blanc sur case noire f2 · Pion blanc sur case blanche g2 · Pion blanc sur case noire h2 · Tour blanche sur case blanche f1 · Roi blanc sur case noire g1 | Dame noire sur case blanche c8 · Tour noire sur case noire f8 · Roi noir sur case blanche g8 · Fou noir sur case blanche b7 · Fou noir sur case noire e7 · Pion noir sur case blanche f7 · Pion noir sur case noire g7 · Pion noir sur case blanche a6 · Pion noir sur case blanche e6 · Pion noir sur case noire h6 · Pion noir sur case blanche b5 · Cavalier noir sur case blanche d5 · Pion blanc sur case noire b4 · Cavalier noir sur case blanche c4 · Cavalier blanc sur case noire d4 · Cavalier blanc sur case blanche e4 · Pion blanc sur case noire a3 · Dame blanche sur case blanche b3 · Pion blanc sur case noire e3 · Fou blanc sur case blanche f3 · Fou blanc sur case noire g3 · Pion blanc sur case noire f2 · Pion blanc sur case blanche g2 · Pion blanc sur case noire h2 · Tour blanche sur case blanche f1 · Roi blanc sur case noire g1 | Dame noire sur case blanche c8 · Tour noire sur case noire f8 · Roi noir sur case blanche g8 · Fou noir sur case blanche b7 · Fou noir sur case noire e7 · Pion noir sur case blanche f7 · Pion noir sur case noire g7 · Pion noir sur case blanche a6 · Pion noir sur case blanche e6 · Pion noir sur case noire h6 · Pion noir sur case blanche b5 · Cavalier noir sur case blanche d5 · Pion blanc sur case noire b4 · Cavalier noir sur case blanche c4 · Cavalier blanc sur case noire d4 · Cavalier blanc sur case blanche e4 · Pion blanc sur case noire a3 · Dame blanche sur case blanche b3 · Pion blanc sur case noire e3 · Fou blanc sur case blanche f3 · Fou blanc sur case noire g3 · Pion blanc sur case noire f2 · Pion blanc sur case blanche g2 · Pion blanc sur case noire h2 · Tour blanche sur case blanche f1 · Roi blanc sur case noire g1 | Dame noire sur case blanche c8 · Tour noire sur case noire f8 · Roi noir sur case blanche g8 · Fou noir sur case blanche b7 · Fou noir sur case noire e7 · Pion noir sur case blanche f7 · Pion noir sur case noire g7 · Pion noir sur case blanche a6 · Pion noir sur case blanche e6 · Pion noir sur case noire h6 · Pion noir sur case blanche b5 · Cavalier noir sur case blanche d5 · Pion blanc sur case noire b4 · Cavalier noir sur case blanche c4 · Cavalier blanc sur case noire d4 · Cavalier blanc sur case blanche e4 · Pion blanc sur case noire a3 · Dame blanche sur case blanche b3 · Pion blanc sur case noire e3 · Fou blanc sur case blanche f3 · Fou blanc sur case noire g3 · Pion blanc sur case noire f2 · Pion blanc sur case blanche g2 · Pion blanc sur case noire h2 · Tour blanche sur case blanche f1 · Roi blanc sur case noire g1 | Dame noire sur case blanche c8 · Tour noire sur case noire f8 · Roi noir sur case blanche g8 · Fou noir sur case blanche b7 · Fou noir sur case noire e7 · Pion noir sur case blanche f7 · Pion noir sur case noire g7 · Pion noir sur case blanche a6 · Pion noir sur case blanche e6 · Pion noir sur case noire h6 · Pion noir sur case blanche b5 · Cavalier noir sur case blanche d5 · Pion blanc sur case noire b4 · Cavalier noir sur case blanche c4 · Cavalier blanc sur case noire d4 · Cavalier blanc sur case blanche e4 · Pion blanc sur case noire a3 · Dame blanche sur case blanche b3 · Pion blanc sur case noire e3 · Fou blanc sur case blanche f3 · Fou blanc sur case noire g3 · Pion blanc sur case noire f2 · Pion blanc sur case blanche g2 · Pion blanc sur case noire h2 · Tour blanche sur case blanche f1 · Roi blanc sur case noire g1 | Dame noire sur case blanche c8 · Tour noire sur case noire f8 · Roi noir sur case blanche g8 · Fou noir sur case blanche b7 · Fou noir sur case noire e7 · Pion noir sur case blanche f7 · Pion noir sur case noire g7 · Pion noir sur case blanche a6 · Pion noir sur case blanche e6 · Pion noir sur case noire h6 · Pion noir sur case blanche b5 · Cavalier noir sur case blanche d5 · Pion blanc sur case noire b4 · Cavalier noir sur case blanche c4 · Cavalier blanc sur case noire d4 · Cavalier blanc sur case blanche e4 · Pion blanc sur case noire a3 · Dame blanche sur case blanche b3 · Pion blanc sur case noire e3 · Fou blanc sur case blanche f3 · Fou blanc sur case noire g3 · Pion blanc sur case noire f2 · Pion blanc sur case blanche g2 · Pion blanc sur case noire h2 · Tour blanche sur case blanche f1 · Roi blanc sur case noire g1 | 1 |
|   | a | b | c | d | e | f | g | h |   |

1. d2–d4 d7–d5 2. c2–c4 e7–e6 (Gambit dame refusé) 3. Cb1–c3 Cg8–f6 4. Fc1–g5 Cb1–d7 5. e2–e3 Ff8–e7 6. Cg1–f3 0–0  (défense orthodoxe) 7. Ta1–c1 a7-a6!? 8. a2-a3? h7–h6 9. Fg5–h4 dxc4 10. Ff1xc4 b7–b5! 11. Fc4–e2 Fc8–b7 12. 0–0 c7–c5 13. dxc5 Cd7xc5 14. Cf3–d4 Ta8–c8 15. b2–b4 Cc5–d7 16. Fh4–g3 Cd4-b3! avec l'idée Cb3-c5 était meilleur 16…Cd7–b6 17. Dd1–b3 Cf6–d5 18. Fe2–f3 contrecarre la menace positionnelle 18…Cd5xc3 19. Tc1xc3 Fb7-d5 20. Db3-b2 Tc8xc3 21. Db2xc3 Dd8-a8, mais abandonne le contrôle de c4. Les Noirs contrôlent maintenant à la fois la diagonale a8-h1 et la colonne c. 18…Tc8–c4! Désormais, les Noirs ont un net avantage car leurs pièces occupent des cases fortes. 19. Ff3–e2 pour attaquer la tour était désormais bon, mais au lieu de cela, la suite a été 19. Cc3–e4 Dd8–c8 20. Tc1xc4?, ce qui est déjà considéré comme une erreur. 20. Db3–b2 aurait été mieux. Capablanca a supposé que le clouage ultérieur du cavalier et le mouvement a2-a3 seraient avantageux. 20…Cb6xc4! Le cavalier noir a désormais pris un avant-poste en c4 (voir diagramme).
|   | a | b | c | d | e | f | g | h |   |
| 8 | Tour noire sur case noire d8 · Roi noir sur case blanche g8 · Pion noir sur case blanche f7 · Pion noir sur case noire g7 · Pion noir sur case noire h6 · Pion noir sur case blanche b5 · Dame noire sur case blanche d5 · Pion blanc sur case noire b4 · Fou noir sur case noire d4 · Pion noir sur case blanche e4 · Dame blanche sur case blanche b3 · Cavalier noir sur case noire e3 · Fou blanc sur case noire g3 · Pion blanc sur case blanche h3 · Pion blanc sur case noire f2 · Pion blanc sur case blanche g2 · Tour blanche sur case blanche d1 · Roi blanc sur case noire g1 | Tour noire sur case noire d8 · Roi noir sur case blanche g8 · Pion noir sur case blanche f7 · Pion noir sur case noire g7 · Pion noir sur case noire h6 · Pion noir sur case blanche b5 · Dame noire sur case blanche d5 · Pion blanc sur case noire b4 · Fou noir sur case noire d4 · Pion noir sur case blanche e4 · Dame blanche sur case blanche b3 · Cavalier noir sur case noire e3 · Fou blanc sur case noire g3 · Pion blanc sur case blanche h3 · Pion blanc sur case noire f2 · Pion blanc sur case blanche g2 · Tour blanche sur case blanche d1 · Roi blanc sur case noire g1 | Tour noire sur case noire d8 · Roi noir sur case blanche g8 · Pion noir sur case blanche f7 · Pion noir sur case noire g7 · Pion noir sur case noire h6 · Pion noir sur case blanche b5 · Dame noire sur case blanche d5 · Pion blanc sur case noire b4 · Fou noir sur case noire d4 · Pion noir sur case blanche e4 · Dame blanche sur case blanche b3 · Cavalier noir sur case noire e3 · Fou blanc sur case noire g3 · Pion blanc sur case blanche h3 · Pion blanc sur case noire f2 · Pion blanc sur case blanche g2 · Tour blanche sur case blanche d1 · Roi blanc sur case noire g1 | Tour noire sur case noire d8 · Roi noir sur case blanche g8 · Pion noir sur case blanche f7 · Pion noir sur case noire g7 · Pion noir sur case noire h6 · Pion noir sur case blanche b5 · Dame noire sur case blanche d5 · Pion blanc sur case noire b4 · Fou noir sur case noire d4 · Pion noir sur case blanche e4 · Dame blanche sur case blanche b3 · Cavalier noir sur case noire e3 · Fou blanc sur case noire g3 · Pion blanc sur case blanche h3 · Pion blanc sur case noire f2 · Pion blanc sur case blanche g2 · Tour blanche sur case blanche d1 · Roi blanc sur case noire g1 | Tour noire sur case noire d8 · Roi noir sur case blanche g8 · Pion noir sur case blanche f7 · Pion noir sur case noire g7 · Pion noir sur case noire h6 · Pion noir sur case blanche b5 · Dame noire sur case blanche d5 · Pion blanc sur case noire b4 · Fou noir sur case noire d4 · Pion noir sur case blanche e4 · Dame blanche sur case blanche b3 · Cavalier noir sur case noire e3 · Fou blanc sur case noire g3 · Pion blanc sur case blanche h3 · Pion blanc sur case noire f2 · Pion blanc sur case blanche g2 · Tour blanche sur case blanche d1 · Roi blanc sur case noire g1 | Tour noire sur case noire d8 · Roi noir sur case blanche g8 · Pion noir sur case blanche f7 · Pion noir sur case noire g7 · Pion noir sur case noire h6 · Pion noir sur case blanche b5 · Dame noire sur case blanche d5 · Pion blanc sur case noire b4 · Fou noir sur case noire d4 · Pion noir sur case blanche e4 · Dame blanche sur case blanche b3 · Cavalier noir sur case noire e3 · Fou blanc sur case noire g3 · Pion blanc sur case blanche h3 · Pion blanc sur case noire f2 · Pion blanc sur case blanche g2 · Tour blanche sur case blanche d1 · Roi blanc sur case noire g1 | Tour noire sur case noire d8 · Roi noir sur case blanche g8 · Pion noir sur case blanche f7 · Pion noir sur case noire g7 · Pion noir sur case noire h6 · Pion noir sur case blanche b5 · Dame noire sur case blanche d5 · Pion blanc sur case noire b4 · Fou noir sur case noire d4 · Pion noir sur case blanche e4 · Dame blanche sur case blanche b3 · Cavalier noir sur case noire e3 · Fou blanc sur case noire g3 · Pion blanc sur case blanche h3 · Pion blanc sur case noire f2 · Pion blanc sur case blanche g2 · Tour blanche sur case blanche d1 · Roi blanc sur case noire g1 | Tour noire sur case noire d8 · Roi noir sur case blanche g8 · Pion noir sur case blanche f7 · Pion noir sur case noire g7 · Pion noir sur case noire h6 · Pion noir sur case blanche b5 · Dame noire sur case blanche d5 · Pion blanc sur case noire b4 · Fou noir sur case noire d4 · Pion noir sur case blanche e4 · Dame blanche sur case blanche b3 · Cavalier noir sur case noire e3 · Fou blanc sur case noire g3 · Pion blanc sur case blanche h3 · Pion blanc sur case noire f2 · Pion blanc sur case blanche g2 · Tour blanche sur case blanche d1 · Roi blanc sur case noire g1 | 8 |
| 7 | Tour noire sur case noire d8 · Roi noir sur case blanche g8 · Pion noir sur case blanche f7 · Pion noir sur case noire g7 · Pion noir sur case noire h6 · Pion noir sur case blanche b5 · Dame noire sur case blanche d5 · Pion blanc sur case noire b4 · Fou noir sur case noire d4 · Pion noir sur case blanche e4 · Dame blanche sur case blanche b3 · Cavalier noir sur case noire e3 · Fou blanc sur case noire g3 · Pion blanc sur case blanche h3 · Pion blanc sur case noire f2 · Pion blanc sur case blanche g2 · Tour blanche sur case blanche d1 · Roi blanc sur case noire g1 | Tour noire sur case noire d8 · Roi noir sur case blanche g8 · Pion noir sur case blanche f7 · Pion noir sur case noire g7 · Pion noir sur case noire h6 · Pion noir sur case blanche b5 · Dame noire sur case blanche d5 · Pion blanc sur case noire b4 · Fou noir sur case noire d4 · Pion noir sur case blanche e4 · Dame blanche sur case blanche b3 · Cavalier noir sur case noire e3 · Fou blanc sur case noire g3 · Pion blanc sur case blanche h3 · Pion blanc sur case noire f2 · Pion blanc sur case blanche g2 · Tour blanche sur case blanche d1 · Roi blanc sur case noire g1 | Tour noire sur case noire d8 · Roi noir sur case blanche g8 · Pion noir sur case blanche f7 · Pion noir sur case noire g7 · Pion noir sur case noire h6 · Pion noir sur case blanche b5 · Dame noire sur case blanche d5 · Pion blanc sur case noire b4 · Fou noir sur case noire d4 · Pion noir sur case blanche e4 · Dame blanche sur case blanche b3 · Cavalier noir sur case noire e3 · Fou blanc sur case noire g3 · Pion blanc sur case blanche h3 · Pion blanc sur case noire f2 · Pion blanc sur case blanche g2 · Tour blanche sur case blanche d1 · Roi blanc sur case noire g1 | Tour noire sur case noire d8 · Roi noir sur case blanche g8 · Pion noir sur case blanche f7 · Pion noir sur case noire g7 · Pion noir sur case noire h6 · Pion noir sur case blanche b5 · Dame noire sur case blanche d5 · Pion blanc sur case noire b4 · Fou noir sur case noire d4 · Pion noir sur case blanche e4 · Dame blanche sur case blanche b3 · Cavalier noir sur case noire e3 · Fou blanc sur case noire g3 · Pion blanc sur case blanche h3 · Pion blanc sur case noire f2 · Pion blanc sur case blanche g2 · Tour blanche sur case blanche d1 · Roi blanc sur case noire g1 | Tour noire sur case noire d8 · Roi noir sur case blanche g8 · Pion noir sur case blanche f7 · Pion noir sur case noire g7 · Pion noir sur case noire h6 · Pion noir sur case blanche b5 · Dame noire sur case blanche d5 · Pion blanc sur case noire b4 · Fou noir sur case noire d4 · Pion noir sur case blanche e4 · Dame blanche sur case blanche b3 · Cavalier noir sur case noire e3 · Fou blanc sur case noire g3 · Pion blanc sur case blanche h3 · Pion blanc sur case noire f2 · Pion blanc sur case blanche g2 · Tour blanche sur case blanche d1 · Roi blanc sur case noire g1 | Tour noire sur case noire d8 · Roi noir sur case blanche g8 · Pion noir sur case blanche f7 · Pion noir sur case noire g7 · Pion noir sur case noire h6 · Pion noir sur case blanche b5 · Dame noire sur case blanche d5 · Pion blanc sur case noire b4 · Fou noir sur case noire d4 · Pion noir sur case blanche e4 · Dame blanche sur case blanche b3 · Cavalier noir sur case noire e3 · Fou blanc sur case noire g3 · Pion blanc sur case blanche h3 · Pion blanc sur case noire f2 · Pion blanc sur case blanche g2 · Tour blanche sur case blanche d1 · Roi blanc sur case noire g1 | Tour noire sur case noire d8 · Roi noir sur case blanche g8 · Pion noir sur case blanche f7 · Pion noir sur case noire g7 · Pion noir sur case noire h6 · Pion noir sur case blanche b5 · Dame noire sur case blanche d5 · Pion blanc sur case noire b4 · Fou noir sur case noire d4 · Pion noir sur case blanche e4 · Dame blanche sur case blanche b3 · Cavalier noir sur case noire e3 · Fou blanc sur case noire g3 · Pion blanc sur case blanche h3 · Pion blanc sur case noire f2 · Pion blanc sur case blanche g2 · Tour blanche sur case blanche d1 · Roi blanc sur case noire g1 | Tour noire sur case noire d8 · Roi noir sur case blanche g8 · Pion noir sur case blanche f7 · Pion noir sur case noire g7 · Pion noir sur case noire h6 · Pion noir sur case blanche b5 · Dame noire sur case blanche d5 · Pion blanc sur case noire b4 · Fou noir sur case noire d4 · Pion noir sur case blanche e4 · Dame blanche sur case blanche b3 · Cavalier noir sur case noire e3 · Fou blanc sur case noire g3 · Pion blanc sur case blanche h3 · Pion blanc sur case noire f2 · Pion blanc sur case blanche g2 · Tour blanche sur case blanche d1 · Roi blanc sur case noire g1 | 7 |
| 6 | Tour noire sur case noire d8 · Roi noir sur case blanche g8 · Pion noir sur case blanche f7 · Pion noir sur case noire g7 · Pion noir sur case noire h6 · Pion noir sur case blanche b5 · Dame noire sur case blanche d5 · Pion blanc sur case noire b4 · Fou noir sur case noire d4 · Pion noir sur case blanche e4 · Dame blanche sur case blanche b3 · Cavalier noir sur case noire e3 · Fou blanc sur case noire g3 · Pion blanc sur case blanche h3 · Pion blanc sur case noire f2 · Pion blanc sur case blanche g2 · Tour blanche sur case blanche d1 · Roi blanc sur case noire g1 | Tour noire sur case noire d8 · Roi noir sur case blanche g8 · Pion noir sur case blanche f7 · Pion noir sur case noire g7 · Pion noir sur case noire h6 · Pion noir sur case blanche b5 · Dame noire sur case blanche d5 · Pion blanc sur case noire b4 · Fou noir sur case noire d4 · Pion noir sur case blanche e4 · Dame blanche sur case blanche b3 · Cavalier noir sur case noire e3 · Fou blanc sur case noire g3 · Pion blanc sur case blanche h3 · Pion blanc sur case noire f2 · Pion blanc sur case blanche g2 · Tour blanche sur case blanche d1 · Roi blanc sur case noire g1 | Tour noire sur case noire d8 · Roi noir sur case blanche g8 · Pion noir sur case blanche f7 · Pion noir sur case noire g7 · Pion noir sur case noire h6 · Pion noir sur case blanche b5 · Dame noire sur case blanche d5 · Pion blanc sur case noire b4 · Fou noir sur case noire d4 · Pion noir sur case blanche e4 · Dame blanche sur case blanche b3 · Cavalier noir sur case noire e3 · Fou blanc sur case noire g3 · Pion blanc sur case blanche h3 · Pion blanc sur case noire f2 · Pion blanc sur case blanche g2 · Tour blanche sur case blanche d1 · Roi blanc sur case noire g1 | Tour noire sur case noire d8 · Roi noir sur case blanche g8 · Pion noir sur case blanche f7 · Pion noir sur case noire g7 · Pion noir sur case noire h6 · Pion noir sur case blanche b5 · Dame noire sur case blanche d5 · Pion blanc sur case noire b4 · Fou noir sur case noire d4 · Pion noir sur case blanche e4 · Dame blanche sur case blanche b3 · Cavalier noir sur case noire e3 · Fou blanc sur case noire g3 · Pion blanc sur case blanche h3 · Pion blanc sur case noire f2 · Pion blanc sur case blanche g2 · Tour blanche sur case blanche d1 · Roi blanc sur case noire g1 | Tour noire sur case noire d8 · Roi noir sur case blanche g8 · Pion noir sur case blanche f7 · Pion noir sur case noire g7 · Pion noir sur case noire h6 · Pion noir sur case blanche b5 · Dame noire sur case blanche d5 · Pion blanc sur case noire b4 · Fou noir sur case noire d4 · Pion noir sur case blanche e4 · Dame blanche sur case blanche b3 · Cavalier noir sur case noire e3 · Fou blanc sur case noire g3 · Pion blanc sur case blanche h3 · Pion blanc sur case noire f2 · Pion blanc sur case blanche g2 · Tour blanche sur case blanche d1 · Roi blanc sur case noire g1 | Tour noire sur case noire d8 · Roi noir sur case blanche g8 · Pion noir sur case blanche f7 · Pion noir sur case noire g7 · Pion noir sur case noire h6 · Pion noir sur case blanche b5 · Dame noire sur case blanche d5 · Pion blanc sur case noire b4 · Fou noir sur case noire d4 · Pion noir sur case blanche e4 · Dame blanche sur case blanche b3 · Cavalier noir sur case noire e3 · Fou blanc sur case noire g3 · Pion blanc sur case blanche h3 · Pion blanc sur case noire f2 · Pion blanc sur case blanche g2 · Tour blanche sur case blanche d1 · Roi blanc sur case noire g1 | Tour noire sur case noire d8 · Roi noir sur case blanche g8 · Pion noir sur case blanche f7 · Pion noir sur case noire g7 · Pion noir sur case noire h6 · Pion noir sur case blanche b5 · Dame noire sur case blanche d5 · Pion blanc sur case noire b4 · Fou noir sur case noire d4 · Pion noir sur case blanche e4 · Dame blanche sur case blanche b3 · Cavalier noir sur case noire e3 · Fou blanc sur case noire g3 · Pion blanc sur case blanche h3 · Pion blanc sur case noire f2 · Pion blanc sur case blanche g2 · Tour blanche sur case blanche d1 · Roi blanc sur case noire g1 | Tour noire sur case noire d8 · Roi noir sur case blanche g8 · Pion noir sur case blanche f7 · Pion noir sur case noire g7 · Pion noir sur case noire h6 · Pion noir sur case blanche b5 · Dame noire sur case blanche d5 · Pion blanc sur case noire b4 · Fou noir sur case noire d4 · Pion noir sur case blanche e4 · Dame blanche sur case blanche b3 · Cavalier noir sur case noire e3 · Fou blanc sur case noire g3 · Pion blanc sur case blanche h3 · Pion blanc sur case noire f2 · Pion blanc sur case blanche g2 · Tour blanche sur case blanche d1 · Roi blanc sur case noire g1 | 6 |
| 5 | Tour noire sur case noire d8 · Roi noir sur case blanche g8 · Pion noir sur case blanche f7 · Pion noir sur case noire g7 · Pion noir sur case noire h6 · Pion noir sur case blanche b5 · Dame noire sur case blanche d5 · Pion blanc sur case noire b4 · Fou noir sur case noire d4 · Pion noir sur case blanche e4 · Dame blanche sur case blanche b3 · Cavalier noir sur case noire e3 · Fou blanc sur case noire g3 · Pion blanc sur case blanche h3 · Pion blanc sur case noire f2 · Pion blanc sur case blanche g2 · Tour blanche sur case blanche d1 · Roi blanc sur case noire g1 | Tour noire sur case noire d8 · Roi noir sur case blanche g8 · Pion noir sur case blanche f7 · Pion noir sur case noire g7 · Pion noir sur case noire h6 · Pion noir sur case blanche b5 · Dame noire sur case blanche d5 · Pion blanc sur case noire b4 · Fou noir sur case noire d4 · Pion noir sur case blanche e4 · Dame blanche sur case blanche b3 · Cavalier noir sur case noire e3 · Fou blanc sur case noire g3 · Pion blanc sur case blanche h3 · Pion blanc sur case noire f2 · Pion blanc sur case blanche g2 · Tour blanche sur case blanche d1 · Roi blanc sur case noire g1 | Tour noire sur case noire d8 · Roi noir sur case blanche g8 · Pion noir sur case blanche f7 · Pion noir sur case noire g7 · Pion noir sur case noire h6 · Pion noir sur case blanche b5 · Dame noire sur case blanche d5 · Pion blanc sur case noire b4 · Fou noir sur case noire d4 · Pion noir sur case blanche e4 · Dame blanche sur case blanche b3 · Cavalier noir sur case noire e3 · Fou blanc sur case noire g3 · Pion blanc sur case blanche h3 · Pion blanc sur case noire f2 · Pion blanc sur case blanche g2 · Tour blanche sur case blanche d1 · Roi blanc sur case noire g1 | Tour noire sur case noire d8 · Roi noir sur case blanche g8 · Pion noir sur case blanche f7 · Pion noir sur case noire g7 · Pion noir sur case noire h6 · Pion noir sur case blanche b5 · Dame noire sur case blanche d5 · Pion blanc sur case noire b4 · Fou noir sur case noire d4 · Pion noir sur case blanche e4 · Dame blanche sur case blanche b3 · Cavalier noir sur case noire e3 · Fou blanc sur case noire g3 · Pion blanc sur case blanche h3 · Pion blanc sur case noire f2 · Pion blanc sur case blanche g2 · Tour blanche sur case blanche d1 · Roi blanc sur case noire g1 | Tour noire sur case noire d8 · Roi noir sur case blanche g8 · Pion noir sur case blanche f7 · Pion noir sur case noire g7 · Pion noir sur case noire h6 · Pion noir sur case blanche b5 · Dame noire sur case blanche d5 · Pion blanc sur case noire b4 · Fou noir sur case noire d4 · Pion noir sur case blanche e4 · Dame blanche sur case blanche b3 · Cavalier noir sur case noire e3 · Fou blanc sur case noire g3 · Pion blanc sur case blanche h3 · Pion blanc sur case noire f2 · Pion blanc sur case blanche g2 · Tour blanche sur case blanche d1 · Roi blanc sur case noire g1 | Tour noire sur case noire d8 · Roi noir sur case blanche g8 · Pion noir sur case blanche f7 · Pion noir sur case noire g7 · Pion noir sur case noire h6 · Pion noir sur case blanche b5 · Dame noire sur case blanche d5 · Pion blanc sur case noire b4 · Fou noir sur case noire d4 · Pion noir sur case blanche e4 · Dame blanche sur case blanche b3 · Cavalier noir sur case noire e3 · Fou blanc sur case noire g3 · Pion blanc sur case blanche h3 · Pion blanc sur case noire f2 · Pion blanc sur case blanche g2 · Tour blanche sur case blanche d1 · Roi blanc sur case noire g1 | Tour noire sur case noire d8 · Roi noir sur case blanche g8 · Pion noir sur case blanche f7 · Pion noir sur case noire g7 · Pion noir sur case noire h6 · Pion noir sur case blanche b5 · Dame noire sur case blanche d5 · Pion blanc sur case noire b4 · Fou noir sur case noire d4 · Pion noir sur case blanche e4 · Dame blanche sur case blanche b3 · Cavalier noir sur case noire e3 · Fou blanc sur case noire g3 · Pion blanc sur case blanche h3 · Pion blanc sur case noire f2 · Pion blanc sur case blanche g2 · Tour blanche sur case blanche d1 · Roi blanc sur case noire g1 | Tour noire sur case noire d8 · Roi noir sur case blanche g8 · Pion noir sur case blanche f7 · Pion noir sur case noire g7 · Pion noir sur case noire h6 · Pion noir sur case blanche b5 · Dame noire sur case blanche d5 · Pion blanc sur case noire b4 · Fou noir sur case noire d4 · Pion noir sur case blanche e4 · Dame blanche sur case blanche b3 · Cavalier noir sur case noire e3 · Fou blanc sur case noire g3 · Pion blanc sur case blanche h3 · Pion blanc sur case noire f2 · Pion blanc sur case blanche g2 · Tour blanche sur case blanche d1 · Roi blanc sur case noire g1 | 5 |
| 4 | Tour noire sur case noire d8 · Roi noir sur case blanche g8 · Pion noir sur case blanche f7 · Pion noir sur case noire g7 · Pion noir sur case noire h6 · Pion noir sur case blanche b5 · Dame noire sur case blanche d5 · Pion blanc sur case noire b4 · Fou noir sur case noire d4 · Pion noir sur case blanche e4 · Dame blanche sur case blanche b3 · Cavalier noir sur case noire e3 · Fou blanc sur case noire g3 · Pion blanc sur case blanche h3 · Pion blanc sur case noire f2 · Pion blanc sur case blanche g2 · Tour blanche sur case blanche d1 · Roi blanc sur case noire g1 | Tour noire sur case noire d8 · Roi noir sur case blanche g8 · Pion noir sur case blanche f7 · Pion noir sur case noire g7 · Pion noir sur case noire h6 · Pion noir sur case blanche b5 · Dame noire sur case blanche d5 · Pion blanc sur case noire b4 · Fou noir sur case noire d4 · Pion noir sur case blanche e4 · Dame blanche sur case blanche b3 · Cavalier noir sur case noire e3 · Fou blanc sur case noire g3 · Pion blanc sur case blanche h3 · Pion blanc sur case noire f2 · Pion blanc sur case blanche g2 · Tour blanche sur case blanche d1 · Roi blanc sur case noire g1 | Tour noire sur case noire d8 · Roi noir sur case blanche g8 · Pion noir sur case blanche f7 · Pion noir sur case noire g7 · Pion noir sur case noire h6 · Pion noir sur case blanche b5 · Dame noire sur case blanche d5 · Pion blanc sur case noire b4 · Fou noir sur case noire d4 · Pion noir sur case blanche e4 · Dame blanche sur case blanche b3 · Cavalier noir sur case noire e3 · Fou blanc sur case noire g3 · Pion blanc sur case blanche h3 · Pion blanc sur case noire f2 · Pion blanc sur case blanche g2 · Tour blanche sur case blanche d1 · Roi blanc sur case noire g1 | Tour noire sur case noire d8 · Roi noir sur case blanche g8 · Pion noir sur case blanche f7 · Pion noir sur case noire g7 · Pion noir sur case noire h6 · Pion noir sur case blanche b5 · Dame noire sur case blanche d5 · Pion blanc sur case noire b4 · Fou noir sur case noire d4 · Pion noir sur case blanche e4 · Dame blanche sur case blanche b3 · Cavalier noir sur case noire e3 · Fou blanc sur case noire g3 · Pion blanc sur case blanche h3 · Pion blanc sur case noire f2 · Pion blanc sur case blanche g2 · Tour blanche sur case blanche d1 · Roi blanc sur case noire g1 | Tour noire sur case noire d8 · Roi noir sur case blanche g8 · Pion noir sur case blanche f7 · Pion noir sur case noire g7 · Pion noir sur case noire h6 · Pion noir sur case blanche b5 · Dame noire sur case blanche d5 · Pion blanc sur case noire b4 · Fou noir sur case noire d4 · Pion noir sur case blanche e4 · Dame blanche sur case blanche b3 · Cavalier noir sur case noire e3 · Fou blanc sur case noire g3 · Pion blanc sur case blanche h3 · Pion blanc sur case noire f2 · Pion blanc sur case blanche g2 · Tour blanche sur case blanche d1 · Roi blanc sur case noire g1 | Tour noire sur case noire d8 · Roi noir sur case blanche g8 · Pion noir sur case blanche f7 · Pion noir sur case noire g7 · Pion noir sur case noire h6 · Pion noir sur case blanche b5 · Dame noire sur case blanche d5 · Pion blanc sur case noire b4 · Fou noir sur case noire d4 · Pion noir sur case blanche e4 · Dame blanche sur case blanche b3 · Cavalier noir sur case noire e3 · Fou blanc sur case noire g3 · Pion blanc sur case blanche h3 · Pion blanc sur case noire f2 · Pion blanc sur case blanche g2 · Tour blanche sur case blanche d1 · Roi blanc sur case noire g1 | Tour noire sur case noire d8 · Roi noir sur case blanche g8 · Pion noir sur case blanche f7 · Pion noir sur case noire g7 · Pion noir sur case noire h6 · Pion noir sur case blanche b5 · Dame noire sur case blanche d5 · Pion blanc sur case noire b4 · Fou noir sur case noire d4 · Pion noir sur case blanche e4 · Dame blanche sur case blanche b3 · Cavalier noir sur case noire e3 · Fou blanc sur case noire g3 · Pion blanc sur case blanche h3 · Pion blanc sur case noire f2 · Pion blanc sur case blanche g2 · Tour blanche sur case blanche d1 · Roi blanc sur case noire g1 | Tour noire sur case noire d8 · Roi noir sur case blanche g8 · Pion noir sur case blanche f7 · Pion noir sur case noire g7 · Pion noir sur case noire h6 · Pion noir sur case blanche b5 · Dame noire sur case blanche d5 · Pion blanc sur case noire b4 · Fou noir sur case noire d4 · Pion noir sur case blanche e4 · Dame blanche sur case blanche b3 · Cavalier noir sur case noire e3 · Fou blanc sur case noire g3 · Pion blanc sur case blanche h3 · Pion blanc sur case noire f2 · Pion blanc sur case blanche g2 · Tour blanche sur case blanche d1 · Roi blanc sur case noire g1 | 4 |
| 3 | Tour noire sur case noire d8 · Roi noir sur case blanche g8 · Pion noir sur case blanche f7 · Pion noir sur case noire g7 · Pion noir sur case noire h6 · Pion noir sur case blanche b5 · Dame noire sur case blanche d5 · Pion blanc sur case noire b4 · Fou noir sur case noire d4 · Pion noir sur case blanche e4 · Dame blanche sur case blanche b3 · Cavalier noir sur case noire e3 · Fou blanc sur case noire g3 · Pion blanc sur case blanche h3 · Pion blanc sur case noire f2 · Pion blanc sur case blanche g2 · Tour blanche sur case blanche d1 · Roi blanc sur case noire g1 | Tour noire sur case noire d8 · Roi noir sur case blanche g8 · Pion noir sur case blanche f7 · Pion noir sur case noire g7 · Pion noir sur case noire h6 · Pion noir sur case blanche b5 · Dame noire sur case blanche d5 · Pion blanc sur case noire b4 · Fou noir sur case noire d4 · Pion noir sur case blanche e4 · Dame blanche sur case blanche b3 · Cavalier noir sur case noire e3 · Fou blanc sur case noire g3 · Pion blanc sur case blanche h3 · Pion blanc sur case noire f2 · Pion blanc sur case blanche g2 · Tour blanche sur case blanche d1 · Roi blanc sur case noire g1 | Tour noire sur case noire d8 · Roi noir sur case blanche g8 · Pion noir sur case blanche f7 · Pion noir sur case noire g7 · Pion noir sur case noire h6 · Pion noir sur case blanche b5 · Dame noire sur case blanche d5 · Pion blanc sur case noire b4 · Fou noir sur case noire d4 · Pion noir sur case blanche e4 · Dame blanche sur case blanche b3 · Cavalier noir sur case noire e3 · Fou blanc sur case noire g3 · Pion blanc sur case blanche h3 · Pion blanc sur case noire f2 · Pion blanc sur case blanche g2 · Tour blanche sur case blanche d1 · Roi blanc sur case noire g1 | Tour noire sur case noire d8 · Roi noir sur case blanche g8 · Pion noir sur case blanche f7 · Pion noir sur case noire g7 · Pion noir sur case noire h6 · Pion noir sur case blanche b5 · Dame noire sur case blanche d5 · Pion blanc sur case noire b4 · Fou noir sur case noire d4 · Pion noir sur case blanche e4 · Dame blanche sur case blanche b3 · Cavalier noir sur case noire e3 · Fou blanc sur case noire g3 · Pion blanc sur case blanche h3 · Pion blanc sur case noire f2 · Pion blanc sur case blanche g2 · Tour blanche sur case blanche d1 · Roi blanc sur case noire g1 | Tour noire sur case noire d8 · Roi noir sur case blanche g8 · Pion noir sur case blanche f7 · Pion noir sur case noire g7 · Pion noir sur case noire h6 · Pion noir sur case blanche b5 · Dame noire sur case blanche d5 · Pion blanc sur case noire b4 · Fou noir sur case noire d4 · Pion noir sur case blanche e4 · Dame blanche sur case blanche b3 · Cavalier noir sur case noire e3 · Fou blanc sur case noire g3 · Pion blanc sur case blanche h3 · Pion blanc sur case noire f2 · Pion blanc sur case blanche g2 · Tour blanche sur case blanche d1 · Roi blanc sur case noire g1 | Tour noire sur case noire d8 · Roi noir sur case blanche g8 · Pion noir sur case blanche f7 · Pion noir sur case noire g7 · Pion noir sur case noire h6 · Pion noir sur case blanche b5 · Dame noire sur case blanche d5 · Pion blanc sur case noire b4 · Fou noir sur case noire d4 · Pion noir sur case blanche e4 · Dame blanche sur case blanche b3 · Cavalier noir sur case noire e3 · Fou blanc sur case noire g3 · Pion blanc sur case blanche h3 · Pion blanc sur case noire f2 · Pion blanc sur case blanche g2 · Tour blanche sur case blanche d1 · Roi blanc sur case noire g1 | Tour noire sur case noire d8 · Roi noir sur case blanche g8 · Pion noir sur case blanche f7 · Pion noir sur case noire g7 · Pion noir sur case noire h6 · Pion noir sur case blanche b5 · Dame noire sur case blanche d5 · Pion blanc sur case noire b4 · Fou noir sur case noire d4 · Pion noir sur case blanche e4 · Dame blanche sur case blanche b3 · Cavalier noir sur case noire e3 · Fou blanc sur case noire g3 · Pion blanc sur case blanche h3 · Pion blanc sur case noire f2 · Pion blanc sur case blanche g2 · Tour blanche sur case blanche d1 · Roi blanc sur case noire g1 | Tour noire sur case noire d8 · Roi noir sur case blanche g8 · Pion noir sur case blanche f7 · Pion noir sur case noire g7 · Pion noir sur case noire h6 · Pion noir sur case blanche b5 · Dame noire sur case blanche d5 · Pion blanc sur case noire b4 · Fou noir sur case noire d4 · Pion noir sur case blanche e4 · Dame blanche sur case blanche b3 · Cavalier noir sur case noire e3 · Fou blanc sur case noire g3 · Pion blanc sur case blanche h3 · Pion blanc sur case noire f2 · Pion blanc sur case blanche g2 · Tour blanche sur case blanche d1 · Roi blanc sur case noire g1 | 3 |
| 2 | Tour noire sur case noire d8 · Roi noir sur case blanche g8 · Pion noir sur case blanche f7 · Pion noir sur case noire g7 · Pion noir sur case noire h6 · Pion noir sur case blanche b5 · Dame noire sur case blanche d5 · Pion blanc sur case noire b4 · Fou noir sur case noire d4 · Pion noir sur case blanche e4 · Dame blanche sur case blanche b3 · Cavalier noir sur case noire e3 · Fou blanc sur case noire g3 · Pion blanc sur case blanche h3 · Pion blanc sur case noire f2 · Pion blanc sur case blanche g2 · Tour blanche sur case blanche d1 · Roi blanc sur case noire g1 | Tour noire sur case noire d8 · Roi noir sur case blanche g8 · Pion noir sur case blanche f7 · Pion noir sur case noire g7 · Pion noir sur case noire h6 · Pion noir sur case blanche b5 · Dame noire sur case blanche d5 · Pion blanc sur case noire b4 · Fou noir sur case noire d4 · Pion noir sur case blanche e4 · Dame blanche sur case blanche b3 · Cavalier noir sur case noire e3 · Fou blanc sur case noire g3 · Pion blanc sur case blanche h3 · Pion blanc sur case noire f2 · Pion blanc sur case blanche g2 · Tour blanche sur case blanche d1 · Roi blanc sur case noire g1 | Tour noire sur case noire d8 · Roi noir sur case blanche g8 · Pion noir sur case blanche f7 · Pion noir sur case noire g7 · Pion noir sur case noire h6 · Pion noir sur case blanche b5 · Dame noire sur case blanche d5 · Pion blanc sur case noire b4 · Fou noir sur case noire d4 · Pion noir sur case blanche e4 · Dame blanche sur case blanche b3 · Cavalier noir sur case noire e3 · Fou blanc sur case noire g3 · Pion blanc sur case blanche h3 · Pion blanc sur case noire f2 · Pion blanc sur case blanche g2 · Tour blanche sur case blanche d1 · Roi blanc sur case noire g1 | Tour noire sur case noire d8 · Roi noir sur case blanche g8 · Pion noir sur case blanche f7 · Pion noir sur case noire g7 · Pion noir sur case noire h6 · Pion noir sur case blanche b5 · Dame noire sur case blanche d5 · Pion blanc sur case noire b4 · Fou noir sur case noire d4 · Pion noir sur case blanche e4 · Dame blanche sur case blanche b3 · Cavalier noir sur case noire e3 · Fou blanc sur case noire g3 · Pion blanc sur case blanche h3 · Pion blanc sur case noire f2 · Pion blanc sur case blanche g2 · Tour blanche sur case blanche d1 · Roi blanc sur case noire g1 | Tour noire sur case noire d8 · Roi noir sur case blanche g8 · Pion noir sur case blanche f7 · Pion noir sur case noire g7 · Pion noir sur case noire h6 · Pion noir sur case blanche b5 · Dame noire sur case blanche d5 · Pion blanc sur case noire b4 · Fou noir sur case noire d4 · Pion noir sur case blanche e4 · Dame blanche sur case blanche b3 · Cavalier noir sur case noire e3 · Fou blanc sur case noire g3 · Pion blanc sur case blanche h3 · Pion blanc sur case noire f2 · Pion blanc sur case blanche g2 · Tour blanche sur case blanche d1 · Roi blanc sur case noire g1 | Tour noire sur case noire d8 · Roi noir sur case blanche g8 · Pion noir sur case blanche f7 · Pion noir sur case noire g7 · Pion noir sur case noire h6 · Pion noir sur case blanche b5 · Dame noire sur case blanche d5 · Pion blanc sur case noire b4 · Fou noir sur case noire d4 · Pion noir sur case blanche e4 · Dame blanche sur case blanche b3 · Cavalier noir sur case noire e3 · Fou blanc sur case noire g3 · Pion blanc sur case blanche h3 · Pion blanc sur case noire f2 · Pion blanc sur case blanche g2 · Tour blanche sur case blanche d1 · Roi blanc sur case noire g1 | Tour noire sur case noire d8 · Roi noir sur case blanche g8 · Pion noir sur case blanche f7 · Pion noir sur case noire g7 · Pion noir sur case noire h6 · Pion noir sur case blanche b5 · Dame noire sur case blanche d5 · Pion blanc sur case noire b4 · Fou noir sur case noire d4 · Pion noir sur case blanche e4 · Dame blanche sur case blanche b3 · Cavalier noir sur case noire e3 · Fou blanc sur case noire g3 · Pion blanc sur case blanche h3 · Pion blanc sur case noire f2 · Pion blanc sur case blanche g2 · Tour blanche sur case blanche d1 · Roi blanc sur case noire g1 | Tour noire sur case noire d8 · Roi noir sur case blanche g8 · Pion noir sur case blanche f7 · Pion noir sur case noire g7 · Pion noir sur case noire h6 · Pion noir sur case blanche b5 · Dame noire sur case blanche d5 · Pion blanc sur case noire b4 · Fou noir sur case noire d4 · Pion noir sur case blanche e4 · Dame blanche sur case blanche b3 · Cavalier noir sur case noire e3 · Fou blanc sur case noire g3 · Pion blanc sur case blanche h3 · Pion blanc sur case noire f2 · Pion blanc sur case blanche g2 · Tour blanche sur case blanche d1 · Roi blanc sur case noire g1 | 2 |
| 1 | Tour noire sur case noire d8 · Roi noir sur case blanche g8 · Pion noir sur case blanche f7 · Pion noir sur case noire g7 · Pion noir sur case noire h6 · Pion noir sur case blanche b5 · Dame noire sur case blanche d5 · Pion blanc sur case noire b4 · Fou noir sur case noire d4 · Pion noir sur case blanche e4 · Dame blanche sur case blanche b3 · Cavalier noir sur case noire e3 · Fou blanc sur case noire g3 · Pion blanc sur case blanche h3 · Pion blanc sur case noire f2 · Pion blanc sur case blanche g2 · Tour blanche sur case blanche d1 · Roi blanc sur case noire g1 | Tour noire sur case noire d8 · Roi noir sur case blanche g8 · Pion noir sur case blanche f7 · Pion noir sur case noire g7 · Pion noir sur case noire h6 · Pion noir sur case blanche b5 · Dame noire sur case blanche d5 · Pion blanc sur case noire b4 · Fou noir sur case noire d4 · Pion noir sur case blanche e4 · Dame blanche sur case blanche b3 · Cavalier noir sur case noire e3 · Fou blanc sur case noire g3 · Pion blanc sur case blanche h3 · Pion blanc sur case noire f2 · Pion blanc sur case blanche g2 · Tour blanche sur case blanche d1 · Roi blanc sur case noire g1 | Tour noire sur case noire d8 · Roi noir sur case blanche g8 · Pion noir sur case blanche f7 · Pion noir sur case noire g7 · Pion noir sur case noire h6 · Pion noir sur case blanche b5 · Dame noire sur case blanche d5 · Pion blanc sur case noire b4 · Fou noir sur case noire d4 · Pion noir sur case blanche e4 · Dame blanche sur case blanche b3 · Cavalier noir sur case noire e3 · Fou blanc sur case noire g3 · Pion blanc sur case blanche h3 · Pion blanc sur case noire f2 · Pion blanc sur case blanche g2 · Tour blanche sur case blanche d1 · Roi blanc sur case noire g1 | Tour noire sur case noire d8 · Roi noir sur case blanche g8 · Pion noir sur case blanche f7 · Pion noir sur case noire g7 · Pion noir sur case noire h6 · Pion noir sur case blanche b5 · Dame noire sur case blanche d5 · Pion blanc sur case noire b4 · Fou noir sur case noire d4 · Pion noir sur case blanche e4 · Dame blanche sur case blanche b3 · Cavalier noir sur case noire e3 · Fou blanc sur case noire g3 · Pion blanc sur case blanche h3 · Pion blanc sur case noire f2 · Pion blanc sur case blanche g2 · Tour blanche sur case blanche d1 · Roi blanc sur case noire g1 | Tour noire sur case noire d8 · Roi noir sur case blanche g8 · Pion noir sur case blanche f7 · Pion noir sur case noire g7 · Pion noir sur case noire h6 · Pion noir sur case blanche b5 · Dame noire sur case blanche d5 · Pion blanc sur case noire b4 · Fou noir sur case noire d4 · Pion noir sur case blanche e4 · Dame blanche sur case blanche b3 · Cavalier noir sur case noire e3 · Fou blanc sur case noire g3 · Pion blanc sur case blanche h3 · Pion blanc sur case noire f2 · Pion blanc sur case blanche g2 · Tour blanche sur case blanche d1 · Roi blanc sur case noire g1 | Tour noire sur case noire d8 · Roi noir sur case blanche g8 · Pion noir sur case blanche f7 · Pion noir sur case noire g7 · Pion noir sur case noire h6 · Pion noir sur case blanche b5 · Dame noire sur case blanche d5 · Pion blanc sur case noire b4 · Fou noir sur case noire d4 · Pion noir sur case blanche e4 · Dame blanche sur case blanche b3 · Cavalier noir sur case noire e3 · Fou blanc sur case noire g3 · Pion blanc sur case blanche h3 · Pion blanc sur case noire f2 · Pion blanc sur case blanche g2 · Tour blanche sur case blanche d1 · Roi blanc sur case noire g1 | Tour noire sur case noire d8 · Roi noir sur case blanche g8 · Pion noir sur case blanche f7 · Pion noir sur case noire g7 · Pion noir sur case noire h6 · Pion noir sur case blanche b5 · Dame noire sur case blanche d5 · Pion blanc sur case noire b4 · Fou noir sur case noire d4 · Pion noir sur case blanche e4 · Dame blanche sur case blanche b3 · Cavalier noir sur case noire e3 · Fou blanc sur case noire g3 · Pion blanc sur case blanche h3 · Pion blanc sur case noire f2 · Pion blanc sur case blanche g2 · Tour blanche sur case blanche d1 · Roi blanc sur case noire g1 | Tour noire sur case noire d8 · Roi noir sur case blanche g8 · Pion noir sur case blanche f7 · Pion noir sur case noire g7 · Pion noir sur case noire h6 · Pion noir sur case blanche b5 · Dame noire sur case blanche d5 · Pion blanc sur case noire b4 · Fou noir sur case noire d4 · Pion noir sur case blanche e4 · Dame blanche sur case blanche b3 · Cavalier noir sur case noire e3 · Fou blanc sur case noire g3 · Pion blanc sur case blanche h3 · Pion blanc sur case noire f2 · Pion blanc sur case blanche g2 · Tour blanche sur case blanche d1 · Roi blanc sur case noire g1 | 1 |
|   | a | b | c | d | e | f | g | h |   |

21. Tf1–c1 Dc8–a8! Capablanca est probablement passé à côté de cette continuation. La dame noire échappe au clouage. Il y a maintenant une menace de 22…Cd5xb4 et 22…Cd5xe3. 22. Ce4–c3 Tf8–c8 menace …Cc4-d2 23. Cc3xd5 Fb7xd5 24. Ff3xd5 Da8xd5. Maintenant, 25…e6–e5 menace de gagner de l'espace. 25. a3–a4 Fe7–f6 26. Cd4–f3 Ff6–b2! Attaque la tour en c1 et brise le clouage du cavalier en c4. Maintenant, le coup …e6–e5 est à nouveau une menace, car auparavant, le pion sur e5 aurait bloqué la diagonale du fou f6. Ce fou serait alors devenu ce qu’on appelle un « mauvais fou ». Les noirs sont désormais clairement dans une meilleure position, en partie parce que le roi noir a une case de fuite sur h7, tandis que le roi blanc est menacé d'échec et mat sur la dernière rangée dans certaines variantes. Après 27. Tc1–b1 27…Cc4–a3! est possible et après 27. Tc1–d1 bxa4 28. Db3xa4 Cc4–b6 29. Td1xd5 Cb6xa4 30. Td5–d1 (30. e3-e4 Dd5-d3) 30…Ca4–c3 31. Td1–e1 Tc8–c4, les Noirs gagnent un pion. 27. Tc1–e1 Tc8–d8 28. a4xb5 a6xb5 29. h2–h3 e6–e5 veut chasser le cavalier f3 au prochain coup. 30. Te1–b1 e5–e4 31. Cf3–d4 Fb2xd4 32. Tb1–d1? (32. e3xd4 Dd5xd4 et les Noirs ont gagné un pion) 32…Cc4xe3! (voir diagramme) Les Blancs ont abandonné parce qu'ils perdent une pièce (33. Db3xd5 Td8xd5! 34. f2xe3? Fd4xe3+).